# شاه اسماعیل دوم
شاه اسماعیل دوم (۲۸ مه ۱۵۳۷ میلادی/۹۴۳ ه‍. ق – ۲۵ نوامبر ۱۵۷۷ میلادی/۹۸۴ ه‍.ق) سومین شاه ایران صفوی بود که از ۱۵۷۶ تا ۱۵۷۷ میلادی حکمرانی کرد. از دیدگاه مورخان، پدرش شاه تهماسب یکم به‌دلایل گوناگونی همچون نگرانی از دست دادن تاج‌وتخت و جنگ‌طلبی‌های اسماعیل علیه امپراتوری عثمانی، به منظور دور کردن فرزندش از دربار، او را به حاکمیت هرات منصوب کرد. افزایش محبوبیت اسماعیل پس از پیروزی‌های مختلف بر عثمانی‌ها نزد مردم به خصوص سپاه قزلباش و عیاشی‌های او باعث شد شاه تهماسب، اسماعیل را حدود بیست سال در قلعه قهقهه حبس کند.
اسماعیل پس از مرگ پدر در مبارزه برای کسب جانشینی و همچنین پس از تاجگذاری و به منظور تثبیت قدرت، کشتارهای بسیاری انجام داد و بسیاری از اعضای خاندان سلطنتی را به قتل رساند. در دوره شاه اسماعیل دوم مرزهای کشور آرام و جان و مال مردم از گزند گذر سپاهیان و یورش بیگانگان در امنیت بود. شاه اسماعیل دوم به دلیل اینکه از نفوذ و قدرت سران طوایف قزلباش در هراس بود، دست بسیاری از آنان را از کارهای لشکری و دولتی کوتاه ساخت و جوانان خام و کم تجربه را به جای ایشان منصوب نمود. او در دوران زمامداریش، هیچ جنگی برپا نکرد و جز ازبکان که یک بار به نیشابور حمله کردند و شکست خوردند، هیچ نیروی بیگانه‌ای به شهرها و روستاهای ایران تجاوز نکرد. در دوران پادشاهی او بین عثمانی و ایران هرگز جنگی اتفاق نیفتاد و پیمان آماسیه همچنان پا بر جا بود اما روابط دو دولت همواره متشنج بود و صلح بیشتر به آتش‌بس شبیه بود. 
شاه اسماعیل با وجود انجام منکرات، فردی مذهبی و پیرو مذهب شیعه بود. وی در جوانی در محضر عالمان شیعه قواعد و اصول مذهب شیعه را آموخته بود. وی چون یک پادشاه بود و حفظ حکومت برایش از مهم‌ترین امور محسوب می‌شد، در سرآغاز سلطنتش برای کوتاه کردن دست علمای پرقدرت تشیع در آن مقطع زمانی، آنان را تحقیر، زندانی یا تبعید کرد و به روحانیون اهل سنت اهمیت زیادی داد و از آنان حمایت کرد اما از آنجا که مذهب تشیع در آن هنگام کیش رسمی و عرفی جامعه بود و در میان قزلباشان و عامه مردم محبوبیت داشت، شاه اسماعیل دوم قادر نبود بیش از پیش بر سیاست تساهل و مسامح خود با سنیان پافشاری کند لذا با یک تاکتیک سیاسی تغییر خط مشی داد و کوشید اعتقاد خود به مذهب تشیع را آشکار دارد.
شاه اسماعیل، پریخان خانم، دختر قدرت‌طلب و بانفوذ شاه تهماسب که در به سلطنت رسیدنش نقش داشت را دستگیر کرد. طرز رفتار وی با قزلباشان و مخالفان خود خشن بود. دلیل مرگ او نامعلوم است، اما به عقیده برخی از مورخان گرایش نهان وی به تسنن، باعث گردید عده‌ای از سرداران قزلباش توطئه‌ای ترتیب داده و وی را در ۴۳ سالگی مسموم کردند. شاه اسماعیل دوم را یک روز پس از مرگ در امام‌زاده شاهزاده حسین قزوین دفن کردند. سپس برادر نابینای او، شاه محمد خدابنده، به عنوان چهارمین شاه صفوی به سلطنت رسید. پیگیری نشدن و ناگهانی بودن مرگ شاه توسط مقامات رسمی و امرا موجب ابهام در مورد قتل وی از نظر مردم شد به همین دلیل پس از مرگ وی در سال‌های بعد چهار نفر به دروغ خود را شاه اسماعیل خوانده و در پی به دست گرفتن قدرت برآمدند. مورخان معاصر، اسماعیل را حاکمی غیرمنطقی، منحرف و ناکارآمد توصیف کرده‌اند که دودمان صفویه را تا آستانه فروپاشی پیش برد. با این حال، شماری از وقایع‌نویسان معاصر نیز او را پادشاهی عادل به تصویر کشیده‌اند. برخی از مورخان مدرن، سیاست‌های او را فاجعه‌بار و شخصیتش را حتی بر اساس معیارهای آن دوره، به‌طور غیرمعمولی بی‌رحم می‌دانند.

## منبع‌شناسی
والتر هینتس از مورخان و پژوهشگرانی است که علاوه بر موضوعات مختلف دربارهٔ ایران به زندگی‌نامه شاه اسماعیل دوم نیز پرداخته‌است. وی مهم‌ترین منابع و مراجعی که برای پژوهش خود در کتاب شاه اسماعیل دوم صفوی مورد استفاده قرار داده، در همان کتاب به شرح زیر آورده‌است:
منابع فارسی
- عالم آرای عباسی نوشته اسکندر بیگ ترکمان، چاپ سنگی، تهران، ۱۸۹۶ میلادی[ت ق ۲][یادداشت ۴][۷]
- کتاب احسن التواریخ نوشته حسن بیگ روملو، جلد اول (متن فارسی) به کوشش سدان (C. N. Seddon) بارودا، ۱۹۳۱ میلادی (چاپی)[یادداشت ۵][۸]
- تاریخ حیدری (کتاب درسی تاریخ عمومی) نوشته حیدر بن علی حسینی رازی، جلد دوم نسخه خطی کتابخانه ملی پروس در برلین[یادداشت ۶][۹]
- تاریخ عباسی نوشته جلال‌الدین محمد منجم یزدی محل نگهداری موزه بریتانیا[یادداشت ۷][۱۰]
- خلاصه مقال نوشته محمدطاهر بن محمد یوسف قزوینی، نسخه خطی کتابخانه بادلیان در آکسفورد[۱۱]
- ریاض الفردوس نوشته محمد میرک بن مسعود الحسینی، نسخه خطی کتابخانه انجمن سلطنتی آسیایی در لندن[۱۲][۱۳]
- روضة الصفویه نوشته میرزا حسن بن حسین جنابذی نسخه خطی محل نگهداری موزه بریتانیا[۱۴]
- زبدة التواریخ نوشته جلال‌الدین محمد منجم یزدی، نسخه خطی کتابخانه انجمن سلطنتی آسیایی در لندن[۱۵]
- تاریخ مرآت جهان‌نما نوشته شیخ محمدبقا نسخه دست‌نویس کتابخانه ملی پروس در برلین[۱۶]
- شرفنامه بدلیسی نوشته شرف بن شمس‌الدین بدلیسی[یادداشت ۸][۱۷]

منابع ترکی
- نخبة التواریخ و الاخبار نوشته محمد بن محمد[۱۸]
- کنه الاخبار نوشته مصطفی بن احمد[۱۹]

منابع اروپایی
- گزارش سفیر ونیز وینچنزو دلی الساندری تحت عنوان گزارش ایران[۲۰]
- یادداشت‌های استفان گرلاخ در دربار عثمانی[۲۱]
- گزارش تئودورو بالبی قنسول ایتالیایی[۲۲]
- کتاب تاریخ جنگ بین ترک‌ها و ایرانی‌ها نوشته مینادولی[۲۳]

دربارهٔ شاه اسماعیل یکم و شاه تهماسب یکم از جانب ادوارد براون نیز بهترین و قابل اعتمادترین گزارش‌ها به دست ما رسیده‌است. علاوه بر تحقیقات والتر هینتس و و ادوارد براون، دکتر منوچهر پارسادوست نیز کتابی تحت عنوان شاه اسماعیل دوم، شجاع تباه شده تألیف کرده‌است. همچنین کتابی تحت عنوان «زندانی قلعه قهقهه (سرگذشت قهرمانی‌های شاه اسماعیل صفوی)» نوشته حمزه سرداور منتشر گردیده‌است.

## تولد، کودکی و خانواده
شاه اسماعیل دوم، دومین پسر شاه تهماسب یکم
و مادر وی زنی از ایل ترکمان (ترکمن) به نام سلطانم (دختر موسی سلطان موصلوی ترکمان) بود. فاروق سومر مورخ ترک او را دختر عیسی‌بیک موصلوی ترکمان می‌داند.
در یکی از نسخه‌های لب التواریخ موجود در هند که پس از مرگ یحیی قزوینی مطالبی به آن اضافه شده است، تولد اسماعیل میرزا را در شب پنجشنبه ۲۱ ذی‌الحجه ۹۴۳ (۱۵۳۷ میلادی) در شهر قم گفته شده است. تاریخ تولد اسماعیل میرزا در میان مورخان مورد اختلاف است. حسن بیک روملو در احسن التواریخ تاریخ میلاد او را ۹۳۹ هجری قمری (۱۵۳۳ میلادی) ذکر می‌کند.والتر هینتس در کتاب شاه اسماعیل دوم صفوی در مورد زاد روز اسماعیل این‌گونه می‌نویسد که حتی یکی از مورخان ایرانی هم تاریخ تولد شاه اسماعیل دوم را ذکر نکرده‌اند. سفیر جمهوری ونیز به نام وینچنزو دلی الساندری در گزارشی که به سال ۱۵۷۲ میلادی به سنای ونیز داده، سن شاهزاده اسماعیل را ۴۱ سال ذکر کرده‌است، زیرا بر حسب قول همان راوی ولیعهد یعنی شاهزاده محمد خدابنده در آن زمان ۴۳ بوده‌است، ولی حسن روملو او را در آن هنگام ۴۱ ساله دانسته، پس نمی‌توان به رقم مذکور از طرف وینچنزو دلی الساندری بدون قید و شرط اعتماد کرد. به هر حال اگر نسبت سن هر دو شاهزاده را همان‌طور که وینچنزو دلی الساندری گفته معتبر بدانیم، پس باید اسماعیل میرزا در سال ۱۵۳۴/۱۵۳۳ میلادی زاده شده باشد که با رقم مذکور از طرف تئودورو بالبی مطابقت دارد. بر طبق رقم ذکر شده در زبدة التواریخ، شاه اسماعیل دوم در ۴۳ سالگی کشته شد، بنابراین تاریخ تولد وی ۱۵۳۵ میلادی بوده‌است.
دکتر منوچهر پارسادوست در کتاب شاه اسماعیل دوم شجاع تباه شده تاریخ تولد شاه اسماعیل دوم را ۲۸ مه ۱۵۳۷ میلادی ذکر می‌کند. اندرو نیومن نیز در کتاب ایران صفوی، تولد دوباره امپراتوری ایران تاریخ تولد اسماعیل را ۱۵۳۷ میلادی یادآور شده‌است.
احمد قمی نیز در خلاصة التواریخ زاد روز او را ۹۴۳ هجری قمری یادآور می‌شود. نصراله فلسفی نیز در کتاب زندگانی شاه عباس اول همانند آنچه در خلاصة التواریخ آمده تاریخ تولد اسماعیل میرزا را ۹۴۳ هجری قمری ذکر می‌کند.
اسماعیل میرزا دومین پسر شاه تهماسب پس از محمد میرزا (بعداً شاه محمد خدابنده) بود. اسماعیل و محمد هر دو از یک مادر بودند. شاه تهماسب ۱۲ پسر و ۸ دختر داشت. برادران وی شاهزاده محمد (زاده ۱۵۳۲ میلادی)، مرادمیرزا، شاهزاده حیدر (زاده ۱۵۵۵ میلادی)، شاهزاده سلیمان (زاده ۱۵۵۵ میلادی)، شاهزاده مصطفی (زاده ۱۵۵۷ میلادی)، شاهزاده محمود (زاده ۱۵۵۹ میلادی)، شاهزاده امامقلی (زاده ۱۵۶۳ میلادی)، شاهزاده علی (زاده ۱۵۶۳ میلادی)، حمیدمیرزا، زین‌العابدین میرزا، موسی میرز و خواهران وی گوهر سلطان بیگم، پریخان خانم، خدیجه سلطان بیگم، زینب بیگم، مریم سلطان بیگم، فاطمه سلطان بیگم، شهربانو خانم و خانش بیگم بودند. شاه اسماعیل دوم یک پسر به نام ابوالفوارس شجاع‌الدین محمد و سه دختر به نام‌های صفیه سلطان بیگم، گوهر سلطان خانم و فخر جهان خانم داشت. هر یک از برادران شاه اسماعیل دوم برای خود لله‌ای داشت.
اسماعیل دوران کودکی خود را در دربار گذراند. از آنجا که محمد خدابنده در کودکی نایب السلطنه خراسان شد و همراه لله خود به هرات فرستاده شد، اسماعیل میرزا به مدت نزدیک ۲۰ سال تنها پسر شاه تهماسب بود که در نزد وی و در دربار قزوین به سر برد؛ بنابراین بسیار از مهر پدری برخوردار شد. اسماعیل در دوران کودکی فنون سواری، تیراندازی، به کار بردن سلاح‌های جنگی و همچنین خواندن و نوشتن را آموخت.

## پیش از دوران پادشاهی

### نبرد در شروان
اسماعیل میرزا در سن ۱۴ سالگی برای نخستین بار منصب سیاسی گرفت. وی در سال ۱۵۴۷ میلادی به جای القاسب میرزا نایب السلطنه شروان شد و گوگجه سلطان قاجار را به عنوان لله و وزیر، همراه وی کردند. اسماعیل میرزا با واحدهای قزلباش توانستند قوای شروانشاهان را شکست دهند.

### در جنگ‌های ایران و عثمانی
پس از درگیری اسماعیل میرزا و عمویش القاسب میرزا در سال ۱۵۴۷، القاسب میرزا به امپراتوری عثمانی پناهنده شد و سلطان سلیمان قانونی را به حمله به ایران ترغیب کرد. در سال ۱۵۴۸ میلادی ارتش عثمانی برای بار سوم به ایران حمله کرد. عثمانی‌ها در آن سال به سمت تبریز حرکت کردند، شاهزاده اسماعیل میرزا نیز به سپاهیان پدرش پیوست.
در نبرد قارص شاه تهماسب، اسماعیل میرزا را با ۷۰۰۰ نفر به سوی استحکامات قارص فرستاد. در روز ۲۷ اوت ۱۵۴۸ میلادی سپاه شاهزاده اسماعیل میرزا با قوای عثمانی مواجه گردید. در این نبرد ارتش عثمانی نیمی از قوای خود را از دست داد. نزدیک به ۲۰۰۰ نفر از سپاهیان عثمانی که تعدادشان ۴۰۰۰ نفر بود، کشته شدند. همچنین ۵۰۰۰ کارگر نیز که برای تعمیر قارص آمده بودند همگی به قتل رسیدند. پس از جنگ عثمان چلپی از فرماندهان عثمانی را با ۶۰۰ نفر به خیمه اسماعیل میرزا آوردند، عثمان چلپی به یکی از قزلباشان به نام طویقون بیک قاجار حمله کرد، مابقی نظامیان ترک نیز به شاهزاده اسماعیل میرزا حمله کردند، اسماعیل میرزا دستور داد نظامیان را بکشند و فوراً فرمان وی به اجرا درآمد. بعد از آن اسماعیل میرزا دستور داد قلعه قارص را ویران کردند. در حمله‌های سلطان سلیمان به ایران، برخی امیران کرد با نیروهای عثمانی همکاری کردند. شاه تهماسب برای سرکوبی آنان، اسماعیل میرزا را به آنجا فرستاد. اسماعیل میرزا با غارت اموال کردها آنان را سرکوب کرد.
شاهزاده اسماعیل میرزا در سال ۱۵۴۹ میلادی سمت سرفرماندهی سپاه قزلباش را بر عهده گرفت و ۸۰۰۰ نفر تحت فرماندهی وی قرار گرفتند. در زمستان سال ۱۵۵۲ میلادی هنگامی که اسماعیل میرزا ۱۹ سال داشت با سپاه خود به سمت شمال غرب راه افتاد، این لشکرکشی در حقیقت نخستین رزم واقعی وی با ارتش عثمانی بود. طرف مقابل اسماعیل میرزا، اسکندر پاشا بود که در قلعه ارزروم سنگر گرفته بود. قصد اسماعیل میرزا بیرون کشیدن اسکندرپاشا از درون قلعه بود. اسماعیل میرزا قوایی را که در اصطلاح آن موقع جلودار می‌گفتند به شتاب بیشتری به سمت ارزروم روانه کرد. در پاسین که در شرق ارزروم واقع است قوای عثمانی مستقر بود. جلوداران لشکر صفوی در نبردی آن‌ها را شکست دادند و استحکامات هم ویران گردید. قوای عثمانی به ارزروم عقب نشستند و سپاه ایران به سمت آنجا حرکت کرد. اسکندر پاشا تصمیم گرفت پیش از رسیدن قوای ایرانی به پشت قلعه، جنگ را در خارج از شهر بر پا کند. در نزدیکی ارزروم دو سپاه درگیر شدند. پس از یک درگیری تقریباً بی‌نتیجه و مساوی، سپاه ایران به سمت شرق و به سوی تنگه‌ها و آبکندها عقب‌نشینی کرد، ظواهر نشانگر پیروزی عثمانی‌ها بود ولی ناگهان اسماعیل میرزا با نیرویی تازه‌نفس از کمینگاه بر اسکندرپاشا و افرادش یورش می‌برد. قوای عثمانی به سوی قلعه عقب می‌نشینند و با تلفات سنگین (۲۵۰۰ کشته)، به سختی شکست می‌خورند. پیروزی ارزروم شهرت و محبوبیت بسیار برای اسماعیل میرزا نزد قزلباشان به وجود آورد. پس از این پیروزی، اسماعیل میرزا در سال ۱۵۵۳ میلادی به ارجیش واقع در کنار دریاچه وان رسید. به دستور اسماعیل میرزا، جمجمه‌های ترکان که نزدیک ارزروم به دست آورده بودند در برابر قلعه آویختند. این جنگ روانی باعث سقوط قلعه و نابودی استحکامات گردید.
در سال ۱۵۵۴ میلادی (یک سال پس از پیروزی شاهزاده اسماعیل در ارزروم)، اسماعیل به دستور شاه تهماسب و در پاسخ به نامه اهانت‌آمیزی از جانب سلطان سلیمان قانونی، به مناطق وان، وسطان، ارجیش عادلجواز در ارمنستان حمله کرد و آنجا را غارت کرد و با غنائم زیادی به اردوی سپاه ایران بازگشت. در خلال جنگ‌های ایران و عثمانی، اسماعیل میرزا روزی دستبرد سنگینی به سپاه عثمانی می‌زند به‌طوری‌که ۳۰۰۰ شتر تجهیزات آمادی و خواربار را از سپاه عثمانی می‌رباید. سلسله نبردهای ایران و عثمانی در زمان شاه تهماسب یکم، که از سال ۱۵۳۲ میلادی آغاز شده بود، در سال ۱۵۵۵ میلادی با پیمان‌نامه آماسیه به صلح کشیده می‌شود.
اسماعیل میرزا در تمام نبردهایی که با عثمانی‌ها در سال‌های جوانی داشت پیروز شد. پیروزی‌های او تا سال‌ها در ذهن مردم به ویژه نظامیان قزلباش جای داشت. شاه اسماعیل دوم سلحشوری توانمند با امتیازاتی عالی در طول نبردهای شاه تهماسب یکم با سلیمان یکم عثمانی بود.
اسماعیل میرزا در مجموع چهار بار حمله سلطان سلیمان پادشاه قدرتمند عثمانی به ایران را دفع کرد و از خود رشادت‌ها ابراز داشته و پیروزی‌ها به دست آورده بود.

### جشن ازدواج

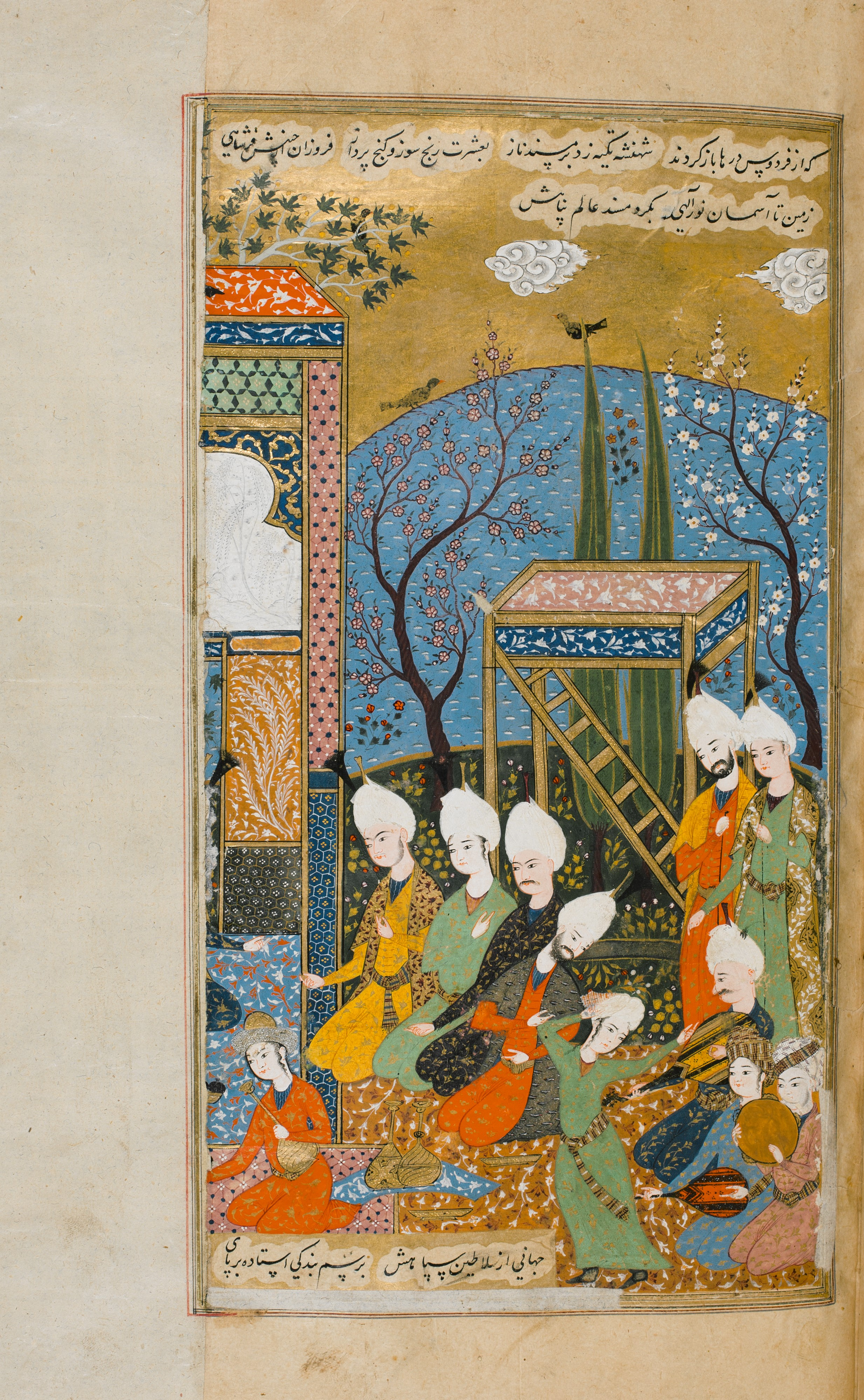
جشن ازدواج اسماعیل میرزا با پری پیکر بیگم در تبریز سال ۹۶۲ قمری از کتاب خلاصة التواریخ احمد منشی قمی

در پاییز ۱۵۵۵ میلادی شاه تهماسب پس از صلح آماسیه، از اردوی قراباغ عازم تبریز شد و در آنجا کاخ تفریحی شمال آباد را برای اقامت خود انتخاب کرد. وقایع‌نگاران ایرانی همه متفق‌القول نوشته‌اند که این باغ بسیار زیبا و شگفت‌انگیز ساخته شده‌است. شاه تهماسب قصد داشت در جشنی هم از سپاهیان و سرداران جنگ‌های ایران و عثمانی تقدیر کند و هم مراسم ازدواجی برای اسماعیل میرزا بر پا کند. عروس پیکرسلطان بیگم دختر خانیش‌بیگم (خواهر شاه تهماسب) و شاه نعمت‌الله یزدی بود. از مهمانان این جشن به صورت شاهانه پذیرایی شد. نوازندگان، خوانندگان و رقاصه‌ها در این جشن حضور داشتند. جشن ازدواج در باغ شمال تبریز برای مردان و در باغ عشرت آباد برای زنان بر پا گردید.
حسن‌بیگ روملو در احسن التواریخ می‌نویسد در جشن عروسی اسماعیل میرزا «مطربان خوش آواز و خنیاگران چنگ نواز در آن بزمگاه نوای خسروانی و صوت داودی و لحن باربدی ادا کرده و از صدای قانون ملک در فلک به رقص درآمد.» اسکندر بیک منشی نیز در کتاب عالم آرای عباسی روایت کرده که در این جشن، سران قزلباش به نوازندگان و خوانندگان آن قدر پول نثار کردند که «ارباب طرب و ساز و مغنیان نغمه‌پرداز از بسیاری نثار که در آن عشرت‌سرا فراهم آمده بود بی‌نیاز گشتند.»

### حکمرانی خراسان

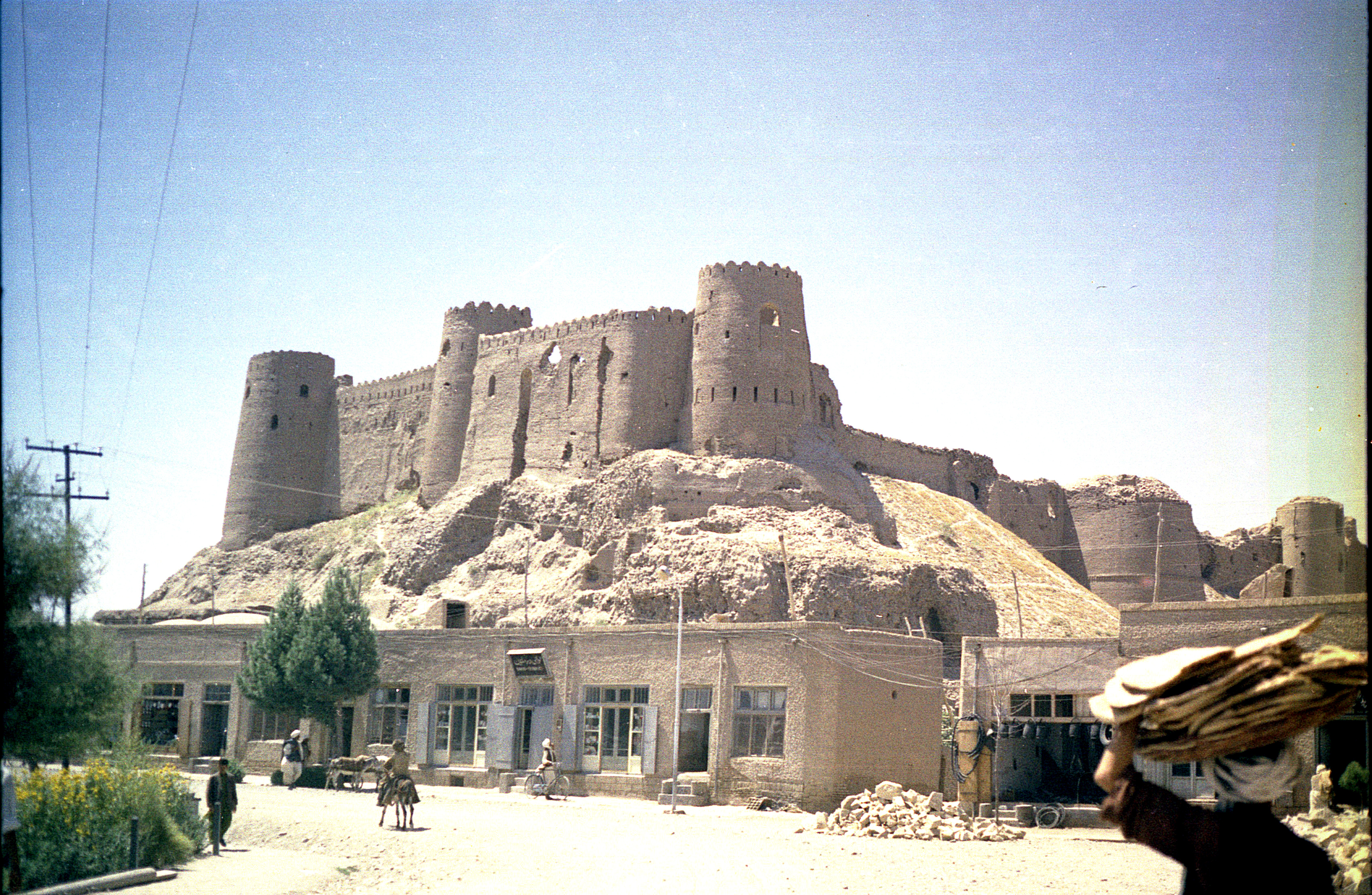
نمایی از قلعه تاریخی هرات اسماعیل میرزا در ۳ آوریل ۱۵۵۶ میلادی حاکم هرات شد.

شاه تهماسب صفوی ۲۳ سال پیش از ازدواج اسماعیل میرزا از تمام کارهای خلاف شرع توبه کرده بود و در رعایت امور اعتقادی و دینی بسیار حساس شده بود. اسماعیل میرزا نیز به اقتضای سن و سال جوانی پیوسته در مراسم‌ها و مجالس بزم شرکت می‌کرد و نسبت به تعصبات مذهبی پدر بی‌اعتناء بود. رفتارهای اسماعیل میرزا نهایتاً احساس مذهبی پدر را جریحه‌دار کرد. رفتار اسماعیل میرزا باعث شد شاه تهماسب از اقامت بیشتر شاهزاده در دربار قزوین، دلخوش و راضی نباشد لذا اسماعیل میرزا را در ۳ آوریل ۱۵۵۶ میلادی به هرات می‌فرستد تا به جای برادر بزرگترش محمد خدابنده، حکمران آنجا گردد. محمد خدابنده از سال ۱۵۳۵–۱۵۳۶ میلادی حکمران هرات بود و محمدخان شرف‌الدین اوغلی امیرالامرای هرات از طایفه تکلو به عنوان لله او منصوب شده بود. اسماعیل میرزا در آغاز ژوئن وارد هرات می‌گردد؛ ولیعهد (محمد خدابنده) نیز به استقبال اسماعیل میرزا می‌رود.
اسماعیل میرزا به فرمان شاه تهماسب یکم با علی سلطان تکلو به هرات رفت. علی سلطان تکلو مأمور بود که وی را به محمدخان شرف‌الدین اوغلی امیرالامرای هرات بسپارد و محمدمیرزا (بعداً شاه محمد خدابنده) را با خود به قزوین (پایتخت) آورد.
در برخی کتب تاریخی عثمانی نوشته شده که چون اسماعیل میرزا بدون اجازه شاه تهماسب به قلعه‌های مرزی عثمانی حمله می‌کرد، شاه او را از مرزهای عثمانی دور کرد و به خراسان (هرات) فرستاد.

### حبس در زندان قهقهه

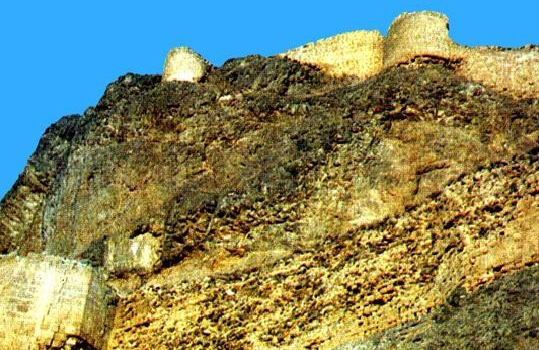
اسماعیل میرزا بیش از ۱۹ سال در قلعه قهقهه زندانی بود.

خودسری و ناسازگاری با محمدخان شرف‌الدین اوغلی حاکم هرات، دستور جمع‌آوری سپاه از طوایف و برنامه‌ریزی برای لشکرکشی به عثمانی با توجه به پیمان آماسیه، محبوبیت شاه اسماعیل دوم پس از پیروزی‌های مختلف بر عثمانی‌ها، حسادت یا نگرانی شاه تهماسب از ترس گرفتن منصب پادشاهی توسط اسماعیل میرزا و به ستوه آمدن شاه از ولنگاری و عیاشی‌های شاهزاده اسماعیل باعث گردید، شاه تهماسب پسرش اسماعیل را از هرات به قزوین بیاورد و دوباره محمد خدابنده را به جای وی به هرات بفرستد. دستور آوردن اسماعیل میرزا از هرات توسط سوندوک‌بیگ افشار اجرا گردید. معصوم‌بیگ صفوی وزیر اعظم شاه وی را در ساوه تحویل گرفت و به قلعه قهقهه برد و زندانی کرد. در قزوین بسیاری طرفداران و هواخواهان شاهزاده اسماعیل نیز کور، اعدام یا تبعید شدند.
دانشنامه ایرانیکا می‌نویسد: «جنگجویی و رؤیاپروری اسماعیل میرزا باعث گردید شاه تهماسب به وی مظنون شود و ترسید که مبادا پسرش علیه او توطئه نماید؛ بنابراین شاه در سال ۱۵۵۷ میلادی وی را به زندان قهقهه انداخت.» برخی مورخان سبب زندانی شدن او را اهمال در کار فرماندهی هنگام یکی از جنگ‌های عثمانی و ایران که به شکست ایران منجر شده بود برشمرده‌اند. اسکندر بیگ ترکمان دربارهٔ علت زندانی شدن اسماعیل میرزا دلایل مصالح ملکی و مصالح ملکی و پاس دولت را در کتاب خود ذکر می‌کند.
وینچنزو دلی الساندری دربارهٔ دلیل حبس اسماعیل در سفرنامه ونیزیان می‌نویسد: «این اسماعیل به خصوص محبوب پدر است. اما پدر از او سخت هراسان است و می‌بیند که مردم با چه اشتیاقی آرزوی پادشاه شدن او را دارند و امیران [قزلباش] نیز به ویژه از او به سبب طبع مغرور و سرکشی که دارد بیمناک هستند.»
به فرمان شاه تهماسب، در اواسط ماه مه ۱۵۵۷ میلادی، اسماعیل میرزا در سن ۲۴ سالگی به زندان می‌افتاد و تا ۴۳ سالگی مدت حبس او ادامه پیدا می‌کند. اسماعیل میرزا ۲۰ سال در آن زندان اسیر بود. اسکندربیگ منشی در تاریخ عالم آرای عباسی طول مدت حبس وی را نوزده سال و شش ماه و بیست و یک روز بر حسب سال قمری یا نوزده سال و چهار روز با محاسبه گاهشماری غربی، ذکر می‌کند. روز خروج از قلعه به گفته حسن روملو در احسن التواریخ ۲۱ مه ۱۵۷۶ میلادی است؛ بنابراین زمان ورود به قلعه با ۱۷ مه ۱۵۵۷ میلادی برابر می‌گردد.
فرماندهان قلعه هر ۲ سال یک بار عوض می‌شدند و از طرف شاه تهماسب دستور اکید داشتند که از اسماعیل میرزا سخت مراقبت کنند. ظاهراً در مدت آغازین حبس، وی را در غل و زنجیر نگاه می‌داشتند ولی بعدها آزادی عمل بیشتری به وی دادند چنانچه می‌توانست به فضای باز جلوی قلعه بیاید و هوای آزاد کوهسار را تنفس کند. اغلب در پای دیوار پر شیب قلعه، قلندرهایی جمع می‌شدند و اتراق می‌کردند و اسماعیل میرزا از برج و قرارگاه خود با آنان صحبت می‌کرد و صدقه‌ای برایشان به پایین می‌انداخت. اسماعیل میرزا توسط آنان اطلاعاتی دربارهٔ رخدادها و اخبار کشور به دست می‌آورد.
شاه اسماعیل دوم در سال‌های طولانی در زندان مجالی پیدا کرد تا بیشتر بیندیشد و متوجه پیامدهای کینه‌توزی مذهبی و غلو در تبرا که در آن زمان ملازم با لعن به مقدسان مذهبی سنیان بود گردید و آن را برای دنیای اسلام و مسلمانان زیان‌بخش دانست. اسماعیل میرزا بیشتر وقت خود را در زندان، صرف مطالعه کتاب می‌کرد. او در زندان شعر می‌سرود و به صوفیان قلندر نامه می‌نوشت. اسماعیل میرزا در زندان کتاب‌هایی می‌خواند که بی‌تردید بسیاری از آن‌ها دربارهٔ اصول و احکام مذهب شیعه بود که وی را در درک نادرست بودنِ لعن به صحابه پیامبر اسلام یاری نمود.
وینچنزو دلی الساندری گزارش می‌دهد که شاه تهماسب گاهی دختران زیبایی را برای تفریح خاطر اسماعیل میرزا به دژ می‌فرستاد ولی وی هیچ اعتنایی به آن‌ها نمی‌کرد و دلیل رفتار خود را چنین توجیه می‌کرده که همین قدر کافی است که با شکیبایی مدت زندان خود را تحمل کنم و اصولاً نمی‌خواهد کودکانش در محبس متولد شوند. از آن گذشته این زنان حتی شایسته غلامان نیز نیستند. اسماعیل میرزا برای نرم کردن دل پدر دست به این امور می‌زد تا بلکه شاه برای آزادی وی ترغیب گردد.
اسماعیل میرزا در زندان به تریاک و حشیش اعتیاد پیدا کرده بود و با گذشت زمان مصرفش بیشتر می‌شد. اعتیاد وی به حدی رسیده بود که روزانه ۴۷ درهم فلونیا مصرف می‌کرد. اعتیاد به انواع مواد مخدر، بنیه و جسم اسماعیل میرزا را ضعیف و نحیف کرده بود.
ماجرای حبس اسماعیل میرزا در قلعه قهقهه همه جای کشور پیچیده بود. بسیاری از قزلباش‌ها آرزو داشتند او ولیعهد گردد، زیرا محمد میرزا (محمد خدابنده) از کم بینایی رنج می‌برد و توانایی اداره کشور را نداشت. اسماعیل میرزا در مجموع ۱۹ سال و ۶ ماه و ۲۱ روز در زندان قهقهه محبوس بود.
سر پرسی سایکس در کتاب تاریخ ایران و ذبیح‌الله صفا نیز در کتاب خلاصه تاریخ سیاسی، اجتماعی و فرهنگی ایران، مدت حبس اسماعیل میرزا را ۲۵ سال ذکر کرده‌اند.
اسماعیل میرزا هنگامی که در قلعه قهقهه زندانی بود این شعر را در ابراز انقیاد به پدر و درخواست عفو از او سروده بود:
| گناه من چه بود ای شاه عالم  |  | چرا یکدم نمی‌پرسی ز حالم     |
| بقول دشمنان از راه رفتی     |  | که از دشمن شده بسیار خفتی   |
| ایا صاحب قران طهماس غازی    |  | ترا زیبد شهی و سرفرازی      |
| جهان بر کام تو بادا چو حسنت |  | مبادا از سرت کم تاج دولت    |
| اگر بخشد مرا شاه جهاندار    |  | برآرم من دمار از قوم کفار   |
| گشایم دست مردی من بدین کار  |  | بگیرم تاج و تخت ملک خوانکار |
| اگر رستم در آید در مصافم    |  | روان با مرکبش در هم شکافم   |
| امیدم هست تا من زنده باشم   |  | تو شاه عالم و من بنده باشم  |
| به حق عزت شاه ولایت         |  | تویی تاج سر و من خاک پایت   |
| نگردد سر ز فرمانت بسیار     |  | تو هم غافل مشو از مکر اغیار |
| ز قول دشمنان بر گرد شه زود  |  | اگر خواهی که کرد کار محمود  |
| برون آور مرا از قلعه و بند  |  | چنین ظلمی بمن ای شاه مپسند  |
| بفرزند گرامی بند مگذار      |  | ندارد چون وفا این چرخ مکار  |

#### رویداد قلعه قهقهه
در ۱۵۷۲–۱۵۷۱ میلادی، یک شمش طلا و یک شمش نقره در قلعه مفقود گردید. شاه تهماسب بدین خاطر چند تن از امیران را برای تحقیق به قلعه قهقهه فرستاد. فرمانده قلعه حبیب‌بیگ استاجلو، اسماعیل میرزا را متهم به سرقت شمش‌ها کرد. اسماعیل میرزا هم به سهم خود دختر او را مظنون دانست. حسین‌قلی خلفای روملو و ولی‌خلیفه شاملو از حامیان اسماعیل میرزا در جریان رویداد قلعه قهقهه بودند. نمایندگان استاجلو و بیش از همه خلیفه انصار قراداغلو پشتیبان حبیب‌بیگ استاجلو بودند. رویداد قلعه قهقهه یک شکاف اختلافی بزرگ و به عبارت دیگر یک نفاق در سپاه قزلباش و نظام سیاسی اواخر پادشاهی شاه تهماسب ایجاد کرد. این چند دستگی در درگیری‌های جانشینی شاه تهماسب به اوج خود رسید. این اتفاق باعث گردید بسیاری از مردم بتوانند علاقه قلبی خود را به شاهزاده زندانی آشکارا ابراز کنند.

## درگیری‌های جانشینی شاه طهماسب

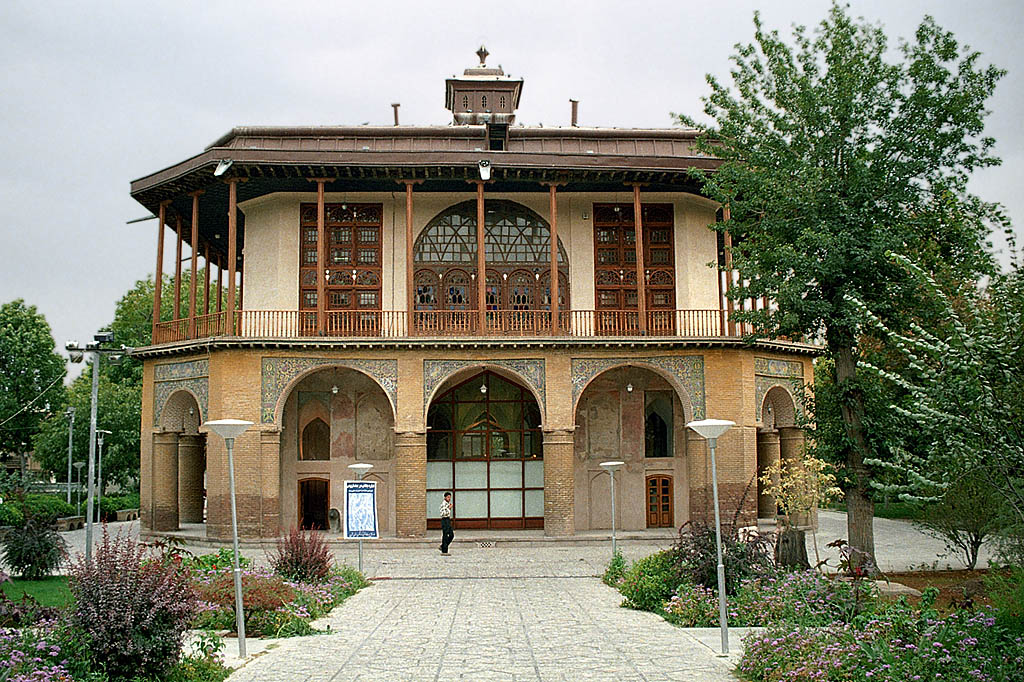
نمایی از کاخ چهل‌ستون قزوین، عمارتی که طی درگیری‌هایی خونین در آن شاه اسماعیل دوم قدرت را در دست گرفت و در آن تاجگذاری کرد. شاه اسماعیل یک سال و نیم در این قصر پادشاهی کرد.

شاه تهماسب در تاریخ ۱۴ مه ۱۵۷۶ میلادی درگذشت. در نتیجه حوادث زندان قهقهه سران طایفه استاجلو که آن زمان از بزرگ‌ترین طوایف قزلباش بود، مصمم شدند که به وسایل گوناگون از ولیعهد شدن اسماعیل میرزا جلوگیری کنند؛ زیرا می‌دانستند که اگر او شاه شود، جان اشخاص متعلق به این طایفه در خطر خواهد بود. اما طرفداران اسماعیل میرزا پیش دستی کرده شاهزاده را از زندان بیرون کشیدند و به نام شاه اسماعیل دوم به تخت نشاندند.
دو روز پس از مرگ شاه تهماسب، سلیمان خلیفه شاملو (حاکم سلطانیه و از هواداران اسماعیل میرزا) در هنگام شکار پیکی را دستگیر کرد که حامل نامه‌ای از طرف شاه به خلیفه انصار قراداغلو بود. در نامه خبر مرگ شاه و دستور قتل سریع اسماعیل میرزا درج شده بود. سلیمان خلیفه شاملو قاصد را کشت و با شتاب راهی قلعه قهقهه شد. سلیمان خلیفه شاملو تمام رویداد را برای اسماعیل میرزا تعریف کرد، اسماعیل میرزا نیز از غیبت زندانبان استفاده کرد و با فریب نگهبانان و اسیر کردن آن‌ها کنترل قلعه را در دست گرفت. شاهزاده اسماعیل با نوشتن نامه‌هایی به قزلباشان آن حوالی ایشان را در جریان امور گذاشت.
پس از مرگ شاه طهماسب بلافاصله بر سر جانشینی او میان فرزندانش حیدرمیرزا (چهارمین پسر شاه طهماسب) و اسماعیل میرزا اختلاف شدیدی درگرفت و سرداران قزلباش نیز به چند دسته موضع گرفتند. پس از قتل حیدر میرزا از میان دو فرزند شاه تهماسب یعنی اسماعیل میرزا و محمد میرزا، عده‌ای از سرداران قزلباش طرفدار اسماعیل میرزا که در زمان پدرش به دلیل خودسری و مخالفت با پیمان صلح آماسیه مرتکب حملات متعدد به خاک عثمانی شده و در نتیجه مغضوب و مدت ۲۰ سال در قلعه قهقهه زندانی بود، شدند و عده‌ای از محمد میرزا فرزند ارشد شاه تهماسب که به دلیل ابتلا به بیماری آبله نیمه بینا و مردی درویش مسلک و ضعیف‌النفس بود پشتیبانی کردند. از میان پسران شاه طهماسب، این حیدر میرزا بود که می‌توانست به رقابت با اسماعیل میرزا برخیزد، زیرا وی بیش از دیگران مورد علاقه شاه بود و درست به همین دلیل هم مهم‌ترین رقیب اسماعیل میرزا محسوب می‌شد. در دربار قزوین جنگ خونینی بین هواداران حیدر میرزا و اسماعیل میرزا درگرفت. در این منازعات حیدر میرزا که از مدعیان جانشینی شاه تهماسب بود به قتل رسید. اسماعیل میرزا در ۲۱ مه ۱۵۷۶ میلادی از قلعه خارج شد و از طرف تعداد زیادی از مردم مورد هلهله و تکریم قرار گرفت. در ۲۳ مه ۱۵۷۶ اسماعیل میرزا با سی هزار تن به سمت قزوین راهی شد. می‌توان گفت دوره پادشاهی اسماعیل میرزا از روز ۲۴ مه آغاز گردید زیرا در این روز در قزوین برای نخستین بار خطبه به نام وی خواندند. روز ۲۹ مه اسماعیل میرزا به اردبیل رفت و ضمن زیارت آرامگاه شیخ صفی الدین اردبیلی صدقه زیادی به نیازمندان بخشید. اسماعیل میرزا پس از عبور از زنجان، سلطانیه و آق ساق ارزن در ۱۳ ژوئن ۱۵۷۶ نزدیک قزوین شد. اسماعیل میرزا برای حفظ و محکم کردن پادشاهی خود چهره‌ای خیرخواه و مردم دوست به خود گرفت و فقط دشمنان علنی و قطعی خود را که کیفرشان به نظر همه عادلانه بود، نابود کرد. وی دست به بخشش‌های بزرگ زد و خزانه‌ای که شاه تهماسب طی سال‌های حکومت پر کرده بود میان قزلباشانی که برایش جنگیده بودند توزیع کرد. وی حقوق قورچیانی را که ۱۴ سال به تعویق افتاده بود پرداخت. شاه اسماعیل دوم، حسین‌بیگ یوزباشی را که در راه فرار به عثمانی دستگیرشده بود به زندان انداخت. شاه اسماعیل بعداً وی را تبعید و نهایتاً کور می‌کند. شاه اسماعیل دوم با در نظر گرفتن ساعت سعد و پس از ده روز اقامت در باغ سعادت آباد در حوالی قزوین، وارد پایتخت شد. شاه اسماعیل دوم هنگامی که در باغ سعادت آباد بود دستورهای اکید و شدیدی صادر می‌کرد. هیچ‌کس بدون دستور صریح او نمی‌بایست متعرض جان و مال مردم گردد. پس از درگیری‌های جانشینی شاه تهماسب کم‌کم آرامش به قزوین بازگشت. شاه اسماعیل دوم برای محل اقامت خود ملک حسین‌قلی خلفای روملو را که در حاشیه شهر قرار داشت تعیین کرد.
پریخان خانم (خواهر اسماعیل) نقش به سزایی در به قدرت رساندن شاه اسماعیل دوم و قتل برادر دیگرش حیدر میرزا (ولیعهد و رقیب اصلی اسماعیل میرزا) ایفا کرد. اسماعیل میرزا همچنین از نفوذ و قدرت سران قزلباش به منظور تصاحب پادشاهی بهره کامل برد.

## دوران پادشاهی

### تاجگذاری

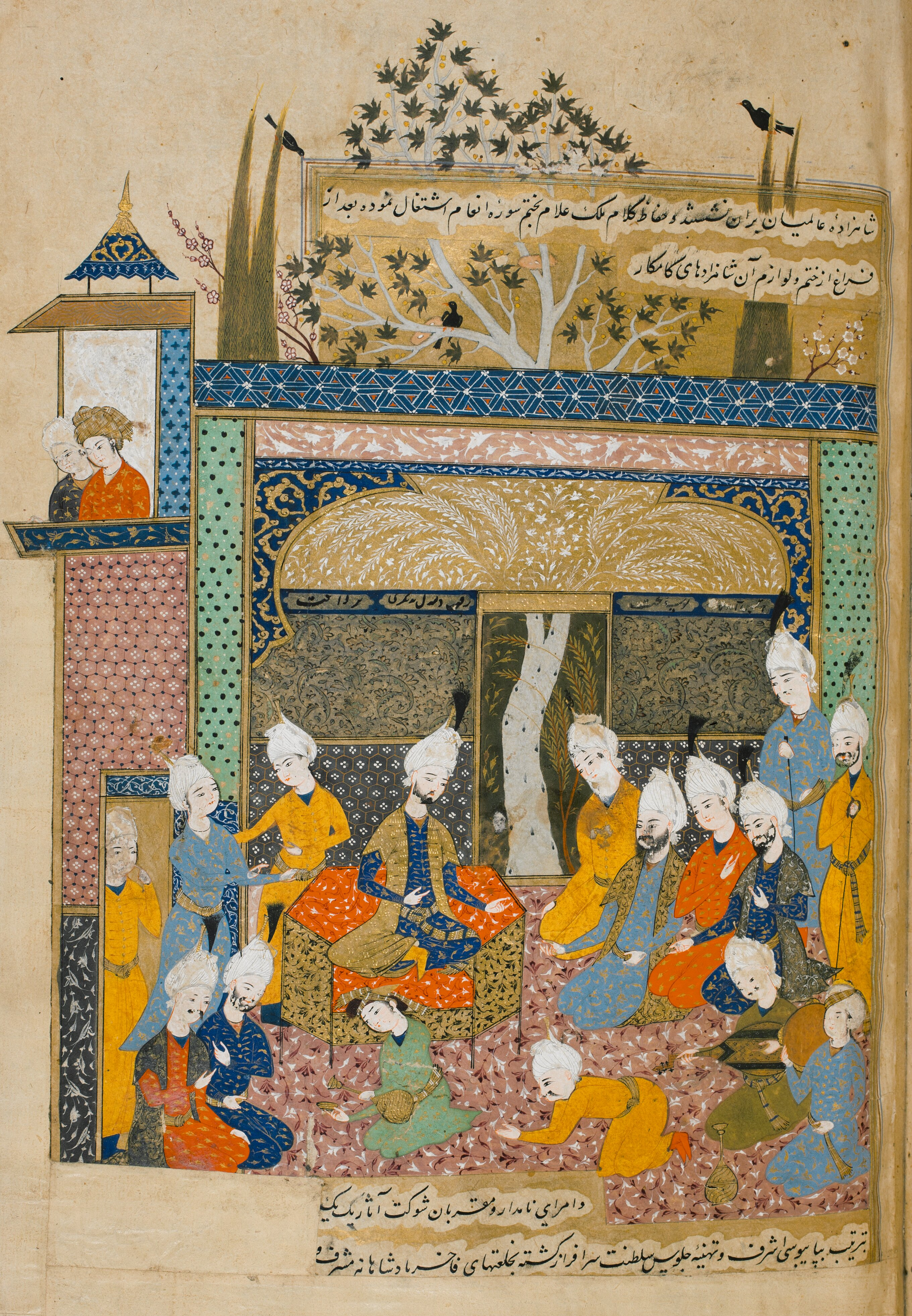
بر تخت نشستن شاه اسماعیل دوم از کتاب خلاصة التواریخ احمد منشی قمی

میرزا مخدوم شریفی در تاریخ ۲۳ مه ۱۵۷۶ میلادی، ۳ ماه پیش از تاجگذاری شاه اسماعیل دوم در قزوین، خطبه پادشاهی وی را در مسجد جامع این شهر به نام او خوانده و به حمایت از شاه اسماعیل دوم برخاسته بود.

وی پس از این که سلطنت خود را قطعی دید بلافاصله این تک بیت را سرود:
 «تاج بر فرق من خدای نهاد
کوشش خلق باد باشد باد»

شاه اسماعیل دوم متخلص به عادلی
اسماعیل دوم پس از تبعید حسین‌قلی خلفای روملو از خانه وی خارج و در روز ۲۰ ژوئن ۱۵۷۶ میلادی به منزل شاهقلی سلطان یکان استاجلو امیرالامرای هرات که بین میدان طویله و قصر شاهزاده پریخان خانم قرار داشت نقل مکان کرد. پس از آن در «یک ساعت سعد» که وی خود طبق کلیه اصول علم ستاره‌شناسی محاسبه کرده بود به کاخ سلطنتی وارد شد و بلافاصله دستور داد از نظر ساختمان تغییراتی در آن بدهند.
قزلباش‌ها از همه جای کشور به سوی قزوین روانه شده بودند، چندان که خیابان‌ها و کوچه‌های آن شلوغ و پرجمعیت شده بود. حتی نگهبانان مرزی نیز به سوی قزوین آمده بودند. مهمان‌ها همگی هدایایی با خود داشتند که از وسایل زینتی گرفته تا ساده‌ترین میوه صیفی را شامل می‌شد.
هنگامی که همه تمهیدات عملی شد، در روز مقرر یعنی چهارشنبه ۲۲ اوت ۱۵۷۶ میلادی (۲۷ جمادی‌الاول ۹۸۴ هجری قمری) شاه اسماعیل اول تاجگذاری می‌کند. در تالار چهل ستون قزوین بدین مناسبت جشن و پایکوبی بر پا گردید. شاهزادگان، روحانیون، سادات، علما و مجتهدان، امرا، سرداران قزلباش، وزیران، کارمندان، رؤسای ایلات و قبایل و سفیران همه به شاه تبریک و تهنیت گفتند.
شاه اسماعیل دوم به محض رسیدن به قدرت، هم نسبت به مذهب پدران خویش واکنش نشان داد و هم بسیاری از عموها، عموزادگان، برادران و برادرزادگان خودش را به قتل رساند.
شاه اسماعیل دوم بین سال‌های ۱۵۷۶ تا ۱۵۷۷ میلادی پادشاه ایران بود. وی ۱ سال و ۶ ماه و ۲۲ روز سلطنت کرد.
شاعری تاریخ نشستن او به تخت پادشاهی، مدت سلطنت و مرگ او را در دوبیت زیر آورده‌است. مصرع اول سطر دوم به حساب ابجد ۹۸۴ (هجری قمری) و مصرع دوم آن سطر به آن حساب ۹۸۵ است.
| دریغا ز شاهی که گردون ندادش |  | زیاده ز یک سال و شش ماه مهلت |
| «شهنشاه روی زمین» سال شاهش  |  | «شهنشاه زیر زمین» سال رحلت   |

### سیاست داخلی
شاه اسماعیل دوم که بهترین سال‌های جوانیش در زندان بود و در تحمل محرومیت‌ها به سر برده بود پس از کنترل قدرت و رسیدن به پادشاهی، به مدیریت امور کشوری علاقه‌ای نشان نداد و بیشتر اوقات خود را به خوشگذرانی و سرگرمی مشغول بود. شاه اسماعیل دوم در ۲۳ ربیع‌الثانی ۹۸۴ هجری قمری میرزا شکرالله را وزیر و ابراهیم میرزا را مهردار سلطنتی کرد. او آنان را به همراه بعضی از امیران قزلباش مأمور رسیدگی به دادخواهی مردم و صدور احکام پادشاهی نمود. شاه اسماعیل دوم چون خود را عادل می‌پنداشت روی مهر خود «هوالعادل» نقش کرده بود. به امر او مهر شاه را بر بالای احکام می‌زدند. وی قلی‌بیک افشار را قورچی‌باشی کرد و منصب صدارت را به میرزا مخدوم شریفی و میر عنایت‌الله قاضی سپرد. شاه اسماعیل دوم پس از کشتن اسماعیل میرزا مقام مهرداری را به عهده شمخال‌خان سلطان چرکس گذاشت.

شاه اسماعیل دوم هر چند خواست تا حدودی رعایت طبقات عموم مردم را بکند اما برای او ممکن نشد. اصلاحات او در این زمان ابتدا از تصفیه اطرافیان خود و نویسندگان دربار و منشیان شروع گردید. در کتاب نقاوة الاثار فرمانی از او هست که از جهت رسیدگی به کار مردم و معافیت آنان از پرداخت برخی عوارض اهمیت دارد و دلیل بر این است که این شاه کوشش بسیار داشته تا رفاهی برای مردم پدیدآورد. فرمان چنین است:
... حکم مطاع شد که قُـضاة اسلامی و امراء عظام و وزراء کرام و جمعی که در دیوان نشسته غوررسی برایا می‌نمایند، چون مآلا بجهت سهولت آسانی معاملات ایشان را تعیین نموده که غوررسی برایا نموده «پروانجات حسابی که خواهند موافق شرع و حساب به مسلمانان دهند، و ان شاء الله تعالی چون ایالت‌پناه حکومت دستگاه شاهرخ‌خان به درگاه جهان پناه آید امراء دیوان تعیین شده دستورالعمل که قرار یابد عمل خواهد شد، بنابراین هر کس حکمی خواهد موافق شرع و حساب مسوده نموده، سیادت و شریعت پناهی امیر عنایت‌الله قاضی عسکر ظفر اثر و نقابت دستگاه علامی میرزا مخدوم شریفی و ایالت پناه پیر محمدخان و مجدت و رفعت دستگاه میرزا شکرالله و حکومت پناهی محمدسلطان و حیدر سلطان ترخان و امارت دستگاهی قورخمزبیگ امیر شکارباشی بر مسودات حسابی خط و مهر خود گذاشته بعد از آن بنویسند که میرزا محمد منشی تعیین کرده دهند پروانجه بنویسند و نزد مشارٌ‌الیه برده به طغری رسانیده عمدةالاعاظم حسین‌بیک لله و نتیجة الامرائی محمدمیرزا دواتدار مهر کرده به صاحبان دهند و حسین‌بیک مشارٌ‌الیه و نویسندهٔ مذکوره حق‌العمل گرفته سوای ایشان احدی از ترک و تاجیک به هیچوجه من الوجوه یک دینار نگیرند و تحفه و سوغات از احدی نگیرند و هر کس سوای مشارٌ‌الیهما یک دینار از کسی بازیافت کند، خواه جماعت مذکوره فوق و خواه نویسنده‌ها و دواتداران و ملازمان ایشان، در ساعت، کیفیت به موقف عرض رسانند که یک دینار را صد دینار از آن کس بازیافت فرمائیم، و هر کس کیفیت معروض بدارد جلدوی کلی باو شفقت می‌شود. تحریرا فی شهر جمادی‌الثانی سنة اربع و ثمانین و تسعمائة. 
اما این کوشش‌های او هرگز نتیجه نداد.

در دوران خونین و کوتاه زمامداری شاه اسماعیل دوم، دودستگی و تفرقه میان قبایل قزلباش و اقدامات خشونت‌آمیز پادشاه مایه ضعف دولت و سرکشی حکام ولایات و قبایل و عشایری که در اطاعت دولت صفوی بودند گردید. زمام امور به دست جوانان کم تجربه افتاد. امور لشکری دچار اختلال شد و همبستگی و یکپارچگی که در عهد شاه تهماسب یکم و شاه اسماعیل یکم میان سران قزلباش و عشایر در برابر دشمنان خارجی وجود داشت به چنددستگی، نفاق و دشمنی مبدل گردید.
شاه اسماعیل دوم در آغاز پادشاهی خود حقوق قورچیان (نظامیان و نگهبانان دربار) را که شاه تهماسب آن را ۱۴ سال به تعویق انداخته بود، پرداخت کرد. وی حکام ولایات را زود تعویض می‌کرد و برخی را که به ولایتی منصوب می‌کرد مانع رفتنشان به آنجا می‌شد و آن‌ها را در دربار قزوین نگاه می‌داشت. وی برخی از ایالت‌های مرزی مثل قندهار، مشهد و هرات را مدت‌ها بدن حاکم می‌گذاشت. شاه اسماعیل دوم شخصی را در یک منصب به صورت بلند مدت قرار نمی‌داد و زود آن را تغییر می‌داد. وی در ۲۶ ربیع‌الاول ۹۸۵ هجری قمری میرزا شکرالله را از سمت خود برکنار و به جای میرزا سلمان جابری اصفهانی را به جای او منصوب کرد.
شاه اسماعیل دوم به دلیل اعتیاد و خوشگذرانی تمایلی به مدیریت امور مملکتی از خود نشان نمی‌داد. وی طی فرمانی رسیدگی بسیاری از امور را به امیران و وزیران خود مثل میرزا شکراله وزیر، میرزا مخدوم شریفی، میر عنایت‌الله، پیره محمدخان استاجلو، حیدر سلطان ترخان و قورخمزبیگ امیر شکارباشی سپرده بود. شاه اسماعیل دوم همچنین میرزا محمد منشی را کاتب احکام و حسین بیک و محمد مؤمن را مهردار فرامین سلطنتی نموده بود و خود عملاً به هیچ کاری نمی‌پرداخت. وی با رشوه شدیداً مخالف بود و دستور داده بود هر کس مبلغی از مردم بستاند به ازای یک دینار، صد دینار از او خواهد گرفت و به اطلاع دهنده نیز پاداش می‌دهد.
در زمان صفویان مرسوم بود که پادشاه جدید حکم‌هایی را که در زمان سلطان پیشین صادر شده بود، تنفیذ می‌کرد و دوباره آن‌ها را امضاء می‌نمود، ولی شاه اسماعیل دوم هیچ‌یک از احکام دو پادشاه پیش از خود را امضاء نکرد.
شاه اسماعیل دوم برای نیازمندان و تنگدستان احترام ویژه‌ای قائل بود و در این خصوص گاه زیاده‌روی هم می‌کرد، این رویه او حسادت امرای قزلباش برمی‌انگیخت.
شرف‌خان بدلیسی از طرف شاه اسماعیل دوم مأمور شده بود از کلیه شمش‌های طلا و نقره و پول‌های نقد و کلیه دارایی‌های شاه تهماسب یکم صورت‌برداری کند. شرف خان بدلیسی نیز با دقت لازم این کار را انجام داد.
شاه اسماعیل دوم به دلیل اینکه از نفوذ و قدرت سران طوایف قزلباش در هراس بود، دست بسیاری از آنان را به بهانه این که «خرگاه سلطنتی را با طناب‌های پوسیده بر پا نمی‌توان داشت» از کارهای لشکری و دولتی کوتاه ساخت و جوانان خام و کم تجربه را به جای ایشان منصوب نمود. وی به احدی اقوام و زمامداران مملکتی اعتماد نداشت و همه را با دیده بدگمانی می‌نگریست. جاسوسان شاه اسماعیل دوم در همه جا پیوسته برای خبرچینی آماده بودند.
شاه اسماعیل دوم گاه به اراده خود قیمت برخی مایحتاج مردم را تعیین می‌کرد به عنوان مثال گندم را ۱ من به ۲۰ دینار و برنج را ۱ من به ۴۰ دینار مقرر کرد.

### کشتارها
«... او بسیاری از سرداران و حکام را برای آزمایش کردن شمشیر خود به دست خویش کشت … در حدود ۱۲۰۰۰ تن به دست او یا به امر او کشته شدند. »

ثبت شده در یکی از اسناد کتابخانه واتیکان
شاه اسماعیل دوم که به دلیل طولانی شدن زندان بسیار کینه‌توز و نا آرام شده بود، بلافاصله پس از به قدرت رسیدن، شروع به کشتار عده‌ای از شاهزادگان صفوی و سران قزلباش مخالف وی کرد او در روز ۲۷ جمادی‌الاول ۹۸۴ هجری قمری تاجگذاری کرد و در همان روز پسر عمویش ابراهیم میرزا، محمدحسین میرزا (برادرزاده ابراهیم میرزا)، برادرانش امام‌قلی میرزا، احمد میرزا و محمودمیرزا و برادرزاده‌اش محمدباقر میرزا (فرزند محمودمیرزا) را به قتل رساند.
بدینگونه در همان ابتدای پادشاهی ۴ تن از برادرانش را کشت و ۵ تن از عموها و برادرزادگان را که می‌ترسید به صورت مدعیانش درآیند، هلاک کرد. برادر بزرگش محمد میرزا، حاکم فارس و پسرانش مثل عباس‌میرزا که از این کشتار در امان ماندند، به دلیل دوری‌شان از پایتخت بود؛ هرچند تصمیم وی به قتل آن‌ها با مرگ مشکوک خودش در ۱۳ رمضان سال ۹۸۵ قمری به سرانجام نرسید. وی پس از کسب قدرت، ۱۱ نفر از برادران و برادرزادگان و فرزندانش را کشت و یک برادر خود را نیز کور کرد. وی به بهانه ایجاد و حفظ امنیت در کشور، صوفیان را قتل‌عام کرد. شاه اسماعیل دوم بر خلاف شاه اسماعیل اول و شاه تهماسب یکم، مردم عادی را قتل‌عام ننمود.
طایفه استاجلو به دلیل مخالفت با پادشاهی اسماعیل میرزا پس از کشته شدن حیدر میرزا مورد خشم و بدگمانی وی قرار گرفتند. امرای دیگر طوایف هوادار اسماعیل میرزا همانند ایل شاملو و تکلو برای جلب نظر و عنایت شاه، به کشتار امیران و افراد طایفه استاجلو پرداختند. بی‌اعتمادی شاه به ایل استاجلو و بازخواست نشدن کشندگان آنان موجب گردید جمع کثیری از آنان به قتل برسند. از مهم‌ترین افرادی که در این کشتار قربانی شدند، شاهقلی سلطان یکان استاجلو امیرالامرای هرات و لله عباس میرزا (بعداً شاه عباس یکم) بود.
| |  |  |
| روی سکه‌ای مسی (فلوس) در سال ۹۸۴ هجری قمری ضرب دارالموحدین قزوین. (سمت راست) پشت سکه «شاه عادل» لقب شاه اسماعیل دوم. (سمت چپ) |  |  |

شاه اسماعیل دوم از مغضوب بودن طایفه استاجلو بهره گرفت و از آنان در کشتار شاهزادگان استفاده کرد. به عنوان مثال مصطفی میرزا برادر شاه اسماعیل دوم به وسیله پیره محمدخان استاجلو خفه گردید. شمخال‌خان سلطان چرکس نیز که از هواداران شاه و از مخالفان حیدر میرزا بود، قتل سلیمان میرزا برادر دیگر شاه را بر عهده گرفت.

### سیاست فرهنگی
نوروز
شاه اسماعیل دوم به سنت‌های باستانی ایران توجه خاصی داشت. او تنها نوروزی را که در دوران کوتاه پادشاهی خود داشت با جلال و شکوه بسیار جشن گرفت.
هنردوستی و هنرمندنوازی
شاه اسماعیل دوم هنرمند و هنرمندنواز بود. در دوران پادشاهی شاه اسماعیل دوم، کتابخانه پادشاهی مرکز تجمع بزرگان نامدار ادب و هنر بود. این پادشاه کتابخانه سلطنتی را که در زمان شاه تهماسب تعطیل شده بود دوباره بازگشایی کرد و بسیاری از هنرمندان بلندآوازه را که پراکنده شده بودند در آنجا گرد آورد. به عنوان مثال میرزین‌العابدین (استاد نقاشی شاه تهماسب)، صادقی‌بیک افشار (طراح و نقاش)، مولانا شیخ محمد سبزواری (نقاش و خطاط نستعلیق)، سیاوش‌بیک گرجی (شاگرد شاه تهماسب)، مولانا علی‌اصغر کاشی (نقاش طبیعت)، مولانا حسن بغدادی (تذهیبکار) و مولانا عبدالله شیرازی (تذهیب‌کار) را می‌توان نام برد.
شاه اسماعیل دوم شاعران را نیز مورد لطف قرار می‌داد. او مولانا هلالی همدانی را که با وجود بی‌سوادی طبع شعر داشت چون قصیدهای دربارهٔ تهنیت جلوس وی گفته بود مبلغ ۱۲٫۰۰۰ تومان انعام داد.

### سیاست و اقدامات مذهبی

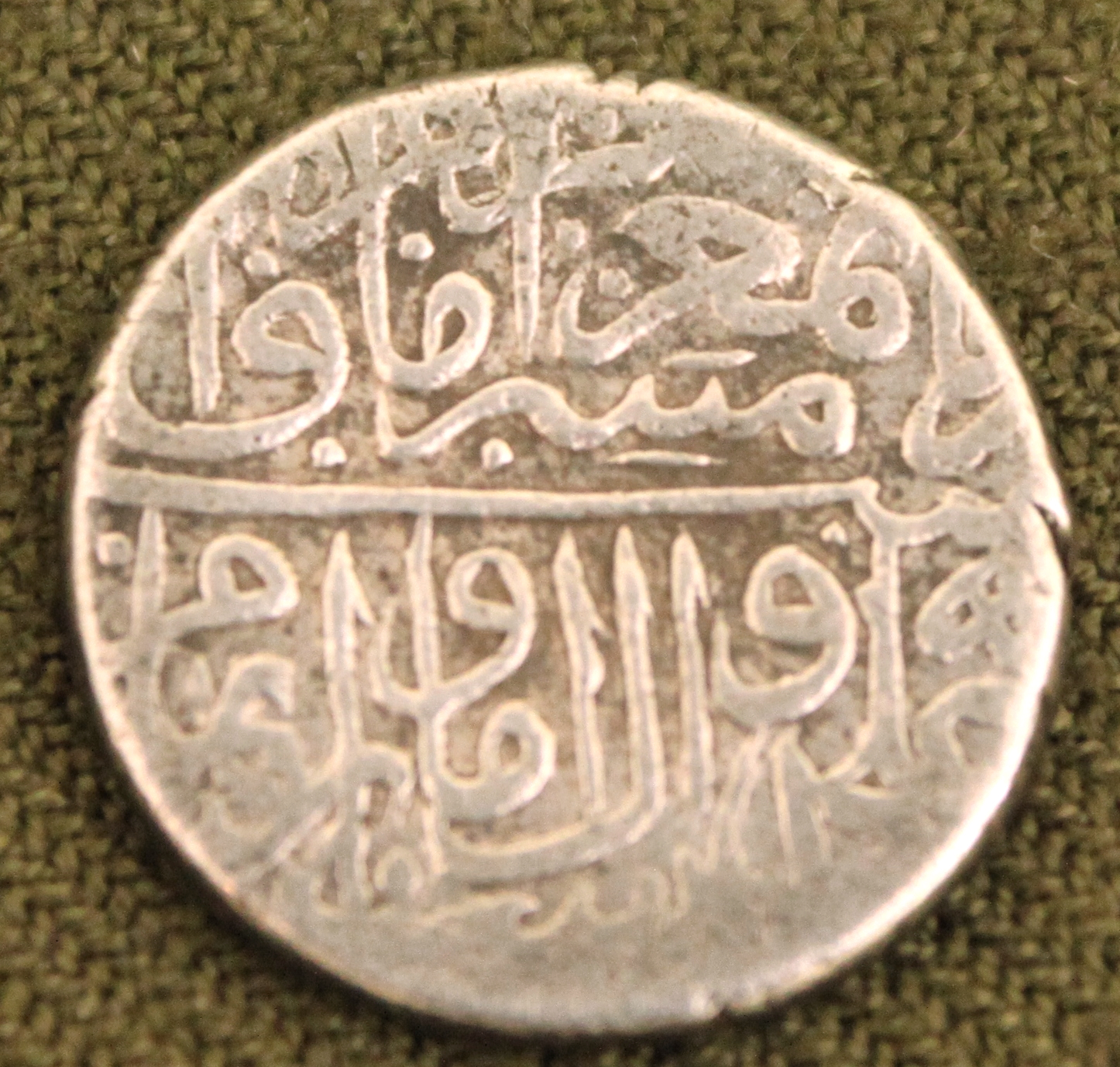
سکه‌ای ضرب شده در زمان زمامداری شاه اسماعیل دوم. با وجود این که شاه اسماعیل دوم را به جرم زدودن اشعار در مدح امام نخست شیعیان تکفیر می‌کردند اما در نقش سکه این پادشاه شعر زیر حک شده بود: ز مشرق تا به مغرب گر امام است علی و آل او ما را تمام است

شاه اسماعیل دوم شیعه مذهب بود او در سال‌های طولانی در زندان فرصت دوباره اندیشی داشت و شیعه بودن را ملازم با دشمنی با سنیان و ناسزاگویی به مقدسان آنان ندانست. شاه اسماعیل دوم با تنگ اندیشی و تعصب در مذهب مخالف بود. وی معتقد به رفع کینه مذهبی و حفظ حرمت مقدسان مذهبی سنیان بود. وی بر این باور بود که شیعه بودن و اعتقاد به علی بن ابی طالب، هیچ گونه ملازمه با لعن به مقدسان مذهبی سنیان ندارد. وی سیاست تساهل مذهبی خود را صادقانه پیگیری نمود و در اجرای آن پافشاری می‌کرد.
شاه اسماعیل دوم در آغاز سیاست مذهبی خود، لعن فرستادن به عایشه همسر پیامبر اسلام را ممنوع ساخت. وی بر این باور بود که چون عایشه همسر پیامبر می‌باشد، لعن به او لعن به پیامبر اسلام است. شاه اسماعیل دوم نظر خود را دربارهٔ پرهیز از فرستادن لعنت به مقدسان مذهبی سنیان در محافل بحث با عالمان مذهبی در میان می‌گذاشت. سیاست جدید سومین پادشاه سلسله صفوی موجب گردید بعضی از علمای مذهبی که به مذهب گذشته (تسنن) خود پایبند بودند، تقیه را کنار بگذارند و آراء خود را آشکارا ابراز کنند.
سیاست دشمنی با اهل سنت که از زمان شاه اسماعیل اول باب شده بود، باعث گردید بسیاری از اهل علم و روحانیون سنی ناچار به مهاجرت شوند و به کشور عثمانی یا سرزمین هندوستان بروند. این مهاجرت‌ها حتی تا زمان شاه عباس اول نیز ادامه داشت. شاه اسماعیل دوم برای این که فاصله بین این اختلاف را کم کند، اقداماتی جدید انجام داد. وی ضمن کاهش نفوذ طبقات روحانی، دستور به تحریم شعر خواندن و نوشتن بر روی درب و دیوار مساجد داد. وی همچنین امر کرد کلیه اشعار مذهبی و عاشقانه در اماکن عمومی قزوین پاک شود تا جایی که جملات و اشعار در مدح علی بن ابی‌طالب را نیز از این فرمان مستثنی نکرد. فرامین شاه باعث گردید بیش از آن که رضایت طبقات و گروه‌های مخالف جلب گردد، خشم و کینه قزلباشان (طرفداران تندروی شیعه) افزایش پیدا کند.
شاه اسماعیل دوم در ترغیب مردم به خودداری از لعنت فرستادن به سه خلیفه نخستین اقدام بی‌سابقه‌ای کرد. او مبلغ ۲۰۰ تومان پول تعیین نمود و دستور داد که آن مبلغ بین کسانی که در مدت عمر خود به عشره مبشره لعن نکرده باشند، تقسیم گردد. میرزا مخدوم شریفی مسئول توزیع این جایزه گردید. با وجود این که شاه اسماعیل دوم را به جرم زدودن اشعار در مدح امام نخست شیعیان تکفیر می‌کردند اما در نقش سکه این پادشاه شعر زیر حک شده بود:
| ز مشرق تا به مغرب گر امام است |  | علی و آل او ما را تمام است |

شاه اسماعیل دوم سیاست مذهبی معتدلی در پیش گرفت، مثلاً وی برای علمای مذهبی همانند میرزا مخدوم شریفی و ملا میرزا جان باغ نوی شیرازی و میر مخدوم لاله که احتمال پیروی از تسنن در آن‌ها می‌رفت، محافظ تعیین کرده بود.
شاه اسماعیل دوم نسبت به تبرا و تبراییان که از شیعیان متعصب بودند، روش قاطعی را در پیش گرفت. او فرمان داد رسم تبرا در کوچه‌ها و محله‌ها از میان برداشته شود. شاه اسماعیل دوم دربارهٔ آنان گفته بود: «مرا با طبقه تبرایی که لعن را سرمایه معاش ساخته‌اند صفایی نیست.» وی با لعن فرستادن به مقدسات سنی مذهبان مخالف بود. وی معاش تبرائیان را قطع کرد و به شدت با آن‌ها به مقابله پرداخت.
شاه اسماعیل دوم تلاش کرد که از لحاظ مبارزات اجتماعی و فعالیت‌های مذهبی و نیز از دیدگاه اجتماعی، تعادلی در نظام ادارات و اجتماعات مانند قضاوت و وضع مالیات‌ها به وجود آورد و از کشتار اهل تسنن جلوگیری کرد. جلوگیری وی از تندروهای مذهبی باعث شد که وی را متمایل به تسنن و اهل جماعت بدانند. سعی اسماعیل دوم بر آن بود که از مبالغات مذهبی بکاهد و تا حد زیادی دست برخی از روحانیون را از دستگاه‌های دولتی کوتاه کند زیرا معتقد بود که گروهی از آن‌ها پدرش را بازیچه قرار داده بودند. به دنبال اصلاحات اجتماعی شاه اسماعیل دوم، دستور داده شد که از لعن خلفا در خطبه‌ها و مساجد جلوگیری و از آویختن اشعار طنزآمیز در اماکن مقدس نیز پرهیز شود. اما اصلاحات وی و شایعه تمایلش به تسنن باعث گردید که این پادشاه به اقدامات دیگری دست بزند، به ویژه که شنیدن شایعه سنی بودنش برایش ملال‌آور بود. وی همچنین دستور داد عبارات لا اله الا الله و محمد رسول‌الله و علی ولی‌الله به دلیل آن که مورد معامله و احیاناً هتک حرمت قرار می‌گرفت، از روی سکه‌های عهد صفوی محو شود و فقط بر روی سکه‌ها شعر «ز مشرق تا به مغرب گر امام است / علی و آل او ما را تمام است» و بر روی دیگر نام اسماعیل صفوی را حک نمایند. اقدام شاه اسماعیل دوم برای ثبت این بیت بر روی سکه‌ها، با هدف رفع تهمت سنی بودن وی و همچنین رساندن ارادتش به خاندان علی بن ابی طالب انجام گرفت.

«در این اثنا میانهٔ خلایق گفتگوی اختلاف مذهب به میان آمده، از اطوار اسماعیل میرزا و سخنانی که درعقاید شیعه در پرده می‌گفت، مردمان او را در تشیع سست اعتقاد یافته، گمان تسنن به او بردند. »

اسکندربیک ترکمان
بنا بر اکثر منابع معاصر صفوی، هنگامی که شاه اسماعیل دوم قدرت را در دست گرفت، به نظر می‌رسید وی اندیشه‌ای بر خلاف دو پادشاه قبلیش؛ در خصوص مذهب شیعه داشته باشد و گویا وی گرایشی به مذهب تسنن پیدا کرده بود. او قصد داشت مذهب در ایران را دوباره به پیش از تشکیل دولت صفوی برگرداند و مجدداً گرایش به تسنن را رواج دهد.
در کتاب احسن التواریخ نوشته حسن بیگ روملو آمده‌است که شاه اسماعیل دوم قصد داشت مردم ایران را به مذهب شافعی درآورد و این امر موجب شد لشکر قزلباش از وی بیزار شوند.
شاه اسماعیل دوم اکثر اوقات خود را با چند تن از روحانیون نامدار و اهل تسنن مانند میرزا مخدوم شریفی، ملا میرزاجان باغ نوی شیرازی و میر مخدوم لاله سپری می‌کرد. این علماء که قلباً از روی کار آمدن دودمان صفوی شیعی ناراضی بودند نقش مهمی در تمایل شاه به مذهب تسنن داشتند. شاه اسماعیل دوم سخنانی می‌گفت که امرای قزلباش که خاصان درگاه او و همه شیعیان متعصب بودند، احساس کردند که وی چنان پایبند مذهب شیعه نیست و به مذهب اهل تسنن گرایش دارد. غیر از خشونت و بی‌اعتمادی کلی، دلیل دیگری که باعث از بین رفتن اعتبار شاه اسماعیل دوم و قتل وی شد تمایلات وی به مذهب تسنن بود. از جمله این که دستور منع مردم و تبراییان از لعن خلفا (ابوبکر، عمر و عثمان) را صادر کرده بود و به‌شدت در مقام دفاع از یک واعظ متهم به تسنن به نام میرزا مخدوم شریفی برآمد تا جایی که ۱۰ قورچی (سرباز مسلح سوارهٔ قزلباش) را به محافظت از او در هنگام سخنرانی می‌گماشت.
شاه اسماعیل دوم به روحانیون اهل سنت همانند میر مخدوم لاله، مولانا میرزا جان شیرازی و میرزا مخدوم شریفی اهمیت زیادی می‌داد و از آنان حمایت می‌کرد و بر عکس نسبت به عالمان شیعه مذهب مثل میر سیدعلی خطیب استرآبادی و میر سید حسن مجتهد که با سیاست جدید مذهبی او مخالف بودند، بی‌توجهی می‌کرد و به ایشان اهمیتی نمی‌داد. یکی از انگیزه‌های شاه اسماعیل دوم در کاستن قدرت علمای شیعه، زیاد شدن نفوذ و قدرت آنان در مقایسه با توان و قدرت مقام شاهی در زمان پدرش شاه تهماسب یکم بود. شاه اسماعیل دوم چون با مقاومت تدریجی علمای شیعه مواجه شد آن‌ها را تبعید یا خانه‌نشین کرد. او کتاب‌های مربوط به مذهب شیعه و احادیث امامان شیعه دوازده امامی را که در منزل برخی از علمای شیعه بود، به ویژه کتب میر سید حسن مجتهد را ضبط و مهر کرد. شاه اسماعیل دوم امر کرده بود روزهای جمعه و در بالای منابر از خلفای ثلاثه به نیکویی سخن گفته شود و از لعنت فرستادن به ایشان خودداری گردد.
اقدامات و گرایش‌های خاص مذهبی سومین پادشاه صفوی باعث گردید علمای شیعه به تحریکات ضدشاهی خود ادامه دهند. شاه اسماعیل دوم چون به تدریج پی برد گفته‌های علمای شیعی در قزلباش و مردم تأثیر گذاشته‌است ناچار از ادامه سیاست مذهبی خود دست کشید. وی برای آنکه نشان دهد همچنان به طریقت شیعی پایبند است و با دیدگاه اهل تسنن مخالف است، میرزا مخدوم شریفی را در ۱۷ جمادی‌الاول ۹۸۵ هجری قمری به زندان انداخت. وی همچنین بر روی سکه خود شعری مبنی بر حقانیت امامت علی بن ابی طالب درج کرد.
تلاش‌های شاه اسماعیل دوم در تغییر نظام اداری و اجتماعی، بیش از همه موجبات خشم قزلباشان و روحانیون شیعه را فراهم کرد. اما اسماعیل با همه کوشش خود، نتوانست بر مشکلات اجتماعی دوره خود پیروز شود و نقطویان که در عصر شاه تهماسب یکم شکل کاملی به خود گرفته بودند، در زمان او از قدرت و کثرت بیشتری برخوردار شدند و بعدها به صورت یکی از مشکلات اساسی در دوره شاه عباس یکم درآمدند.

### سیاست امنیتی و قضایی

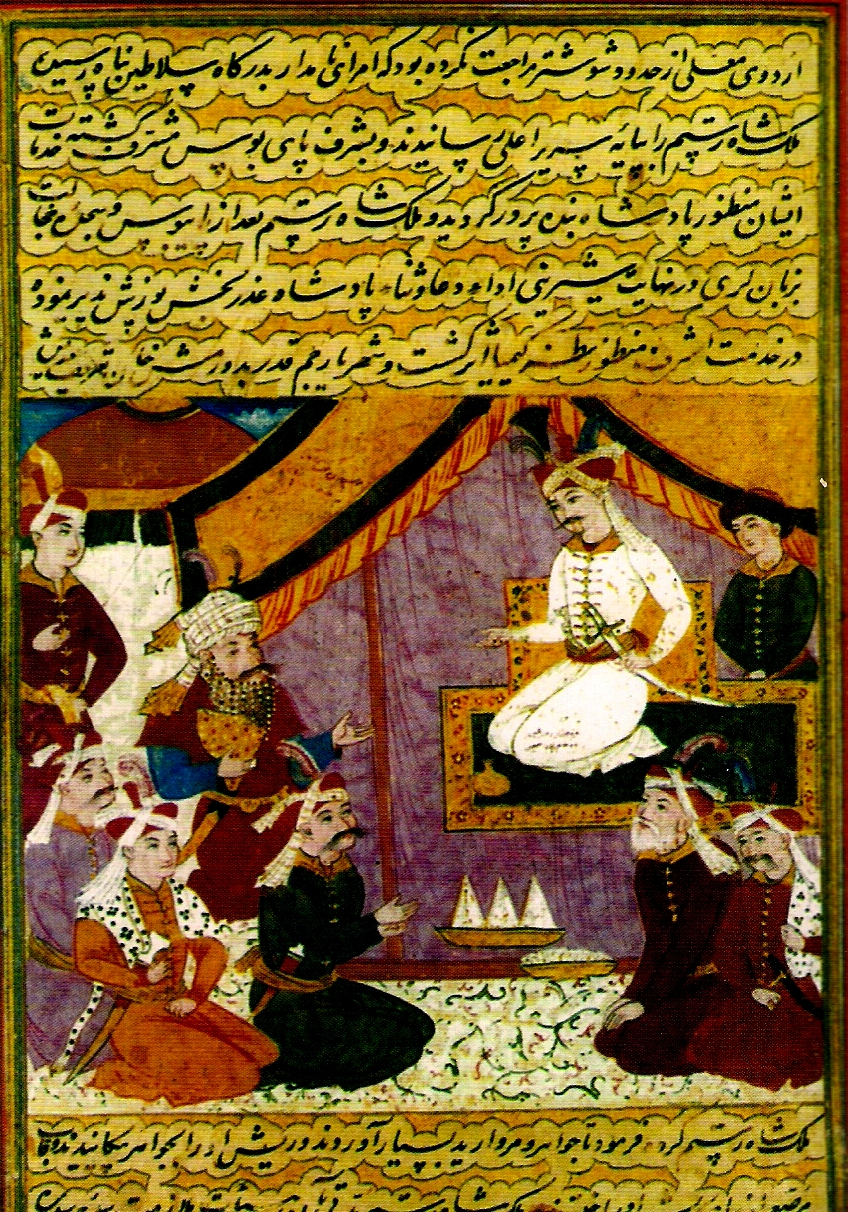
مینیاتوری از شاه اسماعیل دوم و درباریان

شاه تهماسب یکم در بیست سال آخر زمامداریش، به دلیل گوشه‌گیری از سیاست، بستر مناسب را برای تعدی و استبداد حاکمان و قاضیان فراهم کرده بود. از این رو نا امنی و بی‌دادگری در اکثر نقاط ایران حکمفرما گشته بود. پس از مرگ شاه تهماسب یکم مردم با خاطره جنگاوری‌های شاه اسماعیل دوم، امید داشتند که وی دوباره بتواند امنیت و عدالت را بر قرار نماید. شاه اسماعیل دوم با وجود عدم رغبت به مدیریت امور کشور خواسته مردم را برآورد و امنیت را برقرار نمود. او دزدان و راهزنان را به شدن مجازات نمود و آنان را از تکرار بزهکاری در هراس انداخت. در زمان او امنیت در راه‌ها چنان برقرار گردید که از بیم مجازات‌های شاه، از شهر هزاره در افغانستان کنونی تا منتهی‌الیه مرزهای غربی گرجستان و ارمنستان بازرگانان به تنهایی درآمد و شد بودند و هراسی از راهزنان نداشتند. شاه اسماعیل دوم با سختگیری‌های مداوم امنیت را در سرتاسر کشور پابرجا کرد.
شاه اسماعیل دوم قضاتی را که در زمان پدرش از وظایفشان فاصله گرفته بودند عزل کرد و اشخاص جدیدی را به جای آنان منصوب کرد. وی در ابتدای زمامداری خویش ابراهیم میرزا، میرزا شکرالله وزیر و تعدادی دیگر را مأمور کرد که هفته‌ای دو روز در دیوان عدالت بنشینند و به دادخواهی‌های مردم رسیدگی کنند. شاه اسماعیل دوم در مدت کوتاه پادشاهی خویش از ستم مستوفیان و مأموران مالیاتی به مردم به شدت جلوگیری کرد و دریافت هر گونه عوارض اضافی را اکیداً ممنوع نمود.
در دوره شاه اسماعیل دوم مرزهای کشور آرام و جان و مال مردم از گزند گذر سپاهیان و یورش بیگانگان در امنیت بود. او در دوران زمامداریش، هیچ جنگی برپا نکرد و جز ازبکان که یک بار به نیشابور حمله کردند و شکست خوردند هیچ نیروی بیگانه‌ای به شهرها و روستاهای ایران تجاوز نکرد. والیان مناطق مختلف از بیم شاه جرئت تجاوز و تعدی به مردم را نداشتند.
در ارتباط با قزلباش
نخستین پادشاهان صفوی یعنی شاه اسماعیل اول و شاه تهماسب یکم برای پیشبرد مقاصد نظامی خود و دفع حمل‌های دشمن به قدرت و جنگاوری قزلباشان نیاز اساسی داشتند. امرای قزلباش از زمان بنیان‌گذاری سلسله صفویه به تدریج دارای قدرت و نفوذ زیادتری شدند به‌طوری‌که حتی در مقاطعی با سپاه شاهی (شاه تهماسب) نیز در گیر شدند. شاه اسماعیل اول و شاه تهماسب یکم هر دو متوجه قدرت روزافزون قزلباش شده بودند و سعی در کاهش این قدرت شده بودند. قدرت قزلباش و اختلاف بین آن‌ها به حدی رسیده بود که حتی در درگیری‌های جانشینی شاه طهماسب یکم، حیدرمیرزا (ولیعهد) را به قتل رساندند و اسماعیل میرزا را به سلطنت رساندند. شاه اسماعیل دوم که در قلعه قهقهه زندانی بود فقط به سبب خودسری و سرکشی سران قزلباش و دخالت زنان حرمسرا به پادشاهی رسید. با آنکه پدرش شاه تهماسب او را به جانشینی انتخاب نکرده بود، ولی چون تعدادی از سران قزلباش خواهان حکومت وی بودند، او به حمایت آنان و با جنگ و خون‌ریزی تاجگذاری کرد. شاه اسماعیل دوم نخستین شاه صفوی بود که بر خلاف نظر پادشاه قبلی و تنها به علت تصمیم سران قزلباش به قدرت رسیده بود. شاه اسماعیل دوم گزینش و دست نشانده سران قزلباش موافق وی بود. سران قزلباش با نشاندن شاه اسماعیل دوم به تخت شاهی، موقعیت و قدرت درباری خویش را در نظر داشتند و شاه را دستاویزی برای نیل به مقصودهای خود شمردند.
شاه اسماعیل دوم پس از به قدرت رسیدن کوشش کرد قدرت قزلباش را کاهش دهد. اقدامات وی در این راستا با موفقیت‌هایی همراه بود. به عنوان مثال شاه اسماعیل دوم قدرت طایفه استاجلو را به شدت کاهش داد. وی برای کاهش قدرت قزلباش روش نیای خود شاه اسماعیل یکم را در پیش گرفت و سیاستمداران غیر قزلباش را به بالاترین مقام دولتی ارتقاء داد. وی میرزا سلمان جابری اصفهانی را وزیر خود کرده بود و اختیارات و استقلال عمل زیاد به وی داده بود و او را برتر از امرای قزلباش کرد.

### سیاست و روابط خارجی
رابطه با عثمانی
محمدی‌خان تخماق استاجلو سفیر ایران در امپراتوری عثمانی در اواخر زمامداری شاه تهماسب یکم بود. پس از مرگ شاه تهماسب یکم، سلطان مراد سوم، محمدی‌خان تخماق استاجلو را به همراه هدایای زیاد و یک چاوش نزد شاه اسماعیل دوم (شاه جدید) در قزوین فرستاد.
شاه اسماعیل دوم قصد داشت با زدودن کینه‌ها و اختلاف‌های مذهبی شیعه و سنی رابطه دوستانه‌ای با دولت عثمانی داشته باشد. وی هیچ عملی علیه پیمان‌نامه آماسیه نکرد. اسماعیل حقی مورخ ترک می‌گوید «شاه اسماعیل دوم سیاست صلح‌جویانه پدرش را با عثمانیان برهم زد.» او در تأیید ادعای خود اعلام می‌دارد که شاه اسماعیل دوم برخی از امرای کرد تابع عثمانی را به سوی خود جلب کرده بود و آنان را مورد توجه ویژه خود قرار داد. اسماعیل حقی همچنین می‌گوید «در زمان شاه اسماعیل دوم والی لرستان به حکومت عثمانی پناهنده شد.» گریختن و پناهندگی رستم‌خان حاکم لرستان در زمان شاه اسماعیل دوم توسط هیچ‌یک از مورخان ایرانی ذکر نشده‌است.
در دوران پادشاهی شاه اسماعیل دوم بین عثمانی و ایران هرگز جنگی اتفاق نیفتاد و پیمان آماسیه همچنان پا بر جا بود اما روابط دو دولت همواره متشنج بود و صلح بیشتر به آتش‌بس شبیه بود. شاه ایران هیئت سفارت جدیدی به عثمانی ارسال نکرد. در طول پادشاهی شاه اسماعیل دوم، دولت عثمانی همواره با حالتی آماده‌باش به سپاه قزلباش نگاه می‌کرد.
شاه اسماعیل دوم شخصاً به مذهب تسنن گرایش داشت و در ترویج آن می‌کوشید ولی در عین حال به دولت سنی مذهب عثمانی به چشم خصومت و بدبینی می‌نگریست و همواره نسبت به عثمانی‌ها آشکارا ابراز دشمنی می‌کرد. این پادشاه در زمان سلطنت پدرش چند بار بدون اجازه به خاک عثمانی تجاوز نموده و تعدادی از اتباع آن کشور را کشته بود. شاه اسماعیل دوم پس از به قدرت رسیدن، چون دولت عثمانی را حامی و طرفدار برادر مقتولش حیدرمیرزا می‌پنداشت از ابراز دشمنی علنی نسبت به آن خودداری نمی‌کرد. به این جهت سلطان مراد سوم سفیری برای تبریک جلوس وی به دربار قزوین نفرستاد و این امر بر کینه شاه اسماعیل دوم نسبت به عثمانی‌ها افزود.
شاه اسماعیل دوم اصرار داشت با دولت عثمانی وارد جنگ شود و بغداد را تسخیر و در آنجا تاجگذاری کند ولی سرداران قزلباش برهم زدن صلح‌نامهٔ آماسیه را که مترادف با آغاز دوباره جنگ‌های دو کشور بود مصلحت نمی‌دانستند و بر این عقیده بودند بهتر است سفیری به دربار عثمانی بفرستند و از در آشتی در آید.
شاه اسماعیل دوم در نوجوانی و پیش از زندانی شدن در قلعه قهقهه نسبت به ترکان سنی عثمانی دشمنی می‌ورزید. او با کشتارها و غارت‌هایی که در اراضی عثمانی کرد و دلاوری‌هایی که در جنک با عثمانی ابراز داشت توجه و علاقه قزلباشان شیعه را به خود جلب کرد. شاه اسماعیل دوم پس از به قدرت رسیدن سیاست دیگری پیش گرفت و نه تنها از حادثه آفرینی و ایجاد تشنج در رابطه‌های دو کشور ایران و عثمانی اجتناب کرد، بلکه تلاش نمود روحیه افراطی و خشونت تعصب‌آمیز نسبت به سنیان که فضای اجتماعی ایران را تیره کرده بود تعدیل نماید و از دشمنی شیعیان ایران نسبت به سنیان بکاهد.
رابطه با ازبک‌ها
پس از به سلطنت رسیدن شاه اسماعیل دوم، عبدالله‌خان حاکم ازبک شیبانیان، سفیری برای عرض تبریک به قزوین فرستاد. در طول سلطنت شاه اسماعیل دوم حمله‌ای جدی از سوی ازبک‌ها مرزهای شرقی ایران را تهدید نکرد. اسکندر بیگ منشی در تاریخ عالم آرای عباسی می‌نویسد شهرت دلاوری‌های اسماعیل دوم مانع حمله ازبک‌ها به ایران می‌شد.
در جشن تاجگذاری شاه اسماعیل دوم، محمدقلی سلطان پسر حاجم‌خان ازبک والی خوارزم و ایلچیان ابوالخان پسر دین محمدخان حاکم بخشی از خوارزم و اورگنج شرکت داشتند. ابوالخان ازبک تنها امیر ازبک بود که در سال ۹۸۵ هجری قمری در زمان شاه اسماعیل دوم به نیشابور حمله کرد. در این حمله سپاه ازبک شکست خورد.
رابطه با هندوستان
پس از مرگ شاه تهماسب یکم، اکبرشاه هیئتی را برای عرض تسلیت و همچنین تبریک و تهنیت به مناسبت تاجگذاری شاه اسماعیل دوم همراه با هدایای نفیس به دربار قزوین می‌فرستد.
شاه اسماعیل دوم به جای اینکه رابطه سیاسی با اکبرشاه امپراتور هند برقرار کند نامه‌ای به میرزا محمد حکیم برادر او و حاکم کابل نوشت و در آن وی را پادشاه خطاب کرد و از وی خواست نمایندگان سیاسی خود را به ایران بفرستند.
رابطه اکبر شاه پادشاه هندوستان با شاه اسماعیل دوم خصمانه نبود. شاه اسماعیل دوم نامه‌ای برای میرزا محمد حکیم نابرادری اکبرشاه که بر کابل مستقلاً حکومت می‌کرد، ارسال داشت. او در آن نامه نوشت صلح و امنیت در ایران برقرار شده و زائرانی که به کعبه می‌روند یا از آنجا بازمی‌گردند از هر حیث ایمن می‌باشند.
سلاطین دکن که از زمان شاه اسماعیل یکم نسبت به ایران نظر دوستانه داشتند، در زمان شاه اسماعیل دوم نیز به حفظ روابط دوستانه مبادرت ورزیدند. در ۱۸ سپتامبر ۱۵۷۷ میلادی ایلچیان نظامشاه حکمران دکن با پیشکش‌ها و هدایای گرانمایه به دربار ایران آمدند و علاقه والی را به تقویت روابط دوستانه بین دو کشور اعلام داشتند. شاه اسماعیل دوم نیز ایلچیان را پذیرفت و با اعطای خلعت فاخر به آنان اجازه بازگشت داد.

## شورش‌ها
شروان
در زمان شاه اسماعیل دوم با هراسی که وی ایجاد کرده بود، سران قزلباش جرأت سرکشی نداشتند. در اواخر مه ۱۵۷۷ میلادی (حدود یکسال پس از تاجگذاری) مردم شروان که از حکومت قزلباشان و صفوی ناراضی بودند شورش کردند. مردم شروان کاووس میرزا خواهرزاده برهان شاه از شاهان شروانشاهان را که در زمان شاه تهماسب یکم علیه صفویه قیام کرده بود، به تخت پادشاهی نشاندند. به دستور شاه اسماعیل دوم اُرس سلطان روملو حاکم شروان، نیرویی به دفع او اعزام داشت. در درگیری که بین آن‌ها رخ داد کاووس میرزا کشته شد و شورش شروانیان فرو نشست.
قلعه پلنگان
در سال ۱۵۷۷ میلادی پس از شورش شروان، اسکندر حاکم قلعه پلنگان که در گذشته با حاکمان کردستان به نبرد پرداخته بود بار دیگر شورید. شاه اسماعیل دوم سولاق حسین تکلو را با گروهی از سپاهیان قزلباش روانه آنجا کرد. اسکندر پس از یک پایداری نسبی، تاب مقاومت را از دست می‌دهد و می‌گریزد؛ بنابراین قلعه به تسخیر سپاه قزلباش می‌افتد و سولاق حسین تکلو با حکم شاه اسماعیل دوم به حاکمیت قلعه و دژهای اطراف منصوب می‌گردد.

## زندگی شخصی
همجنس‌گرایی
شاه اسماعیل دوم گرایش‌های همجنس‌گرایانه داشت. وی دوستی داشت که حسن‌بیگ حلواچی اوغلی نام داشت. حسن از قورچیان و معاشران بسیار نزدیک شاه اسماعیل دوم بود. وی صورتی زیبا و قامتی رعنا داشت و از جذاب‌ترین پسرانی بود که در آن دوره در ایران یافت می‌شد. وی از محارم دربار شاه اسماعیل دوم بود. حسن در بیشتر مجالس می‌گساری شاهانه بود و شاه اسماعیل دوم اغلب اوقات در آمیزش و مصاحبت با این پسر بود.
ازدواج‌ها
نخستین ازدواج شاه اسماعیل دوم با دختر خالش‌بیگم (خواهر شاه تهماسب) و شاه نعمت‌الله یزدی بود که در ۱۵۵۵ میلادی صورت گرفت. پس از اینکه شاه اسماعیل دوم زمام امور سلطنت را بر دست گرفت با دختران پیره محمدخان استاجلو، شمخال سلطان چرکس و حسین سلطان خنوسلو ازدواج کرد.
گرایش به مواد مخدر
هنگامی که شاه اسماعیل دوم در زندان قلعه قهقهه گرفتار بود به موادی مثل حشیش و تریاک وابستگی شدید پیدا کرده بود و به مرور زمان مصرفش بیشتر می‌شد. وی در زندان روزانه ۴۷ درهم فلونیا استعمال می‌کرد. مرگ شاه اسماعیل دوم بدون بیماری خاصی و به صورت تصادفی روی داد. برخی از مورخان استعمال تریاک و فلونیا را عامل مرگش نوشته‌اند. گرایش و اعتیاد شاه اسماعیل دوم به این‌گونه مواد، وی را نسبت به اداره امور کشور بی‌میل و بی‌اعتناء کرده بود.
ویژگی‌های ظاهری و شخصیتی
اسماعیل میرزا درشت استخوان، قوی هیکل، نیرومند و سر زنده بود و از مواجهه با خطر نمی‌هراسید. او به فراگیری فنون جنگ علاقه داشت و از سواری گرفتن از اسب‌های وحشی که لگام و زین نداشتند، لذت خاصی می‌برد. وی هنگام جوانی در تیراندازی و به کار بردن سلاح‌های جنگی ماهر گردید.
ستاره‌شناسی
شاه اسماعیل دوم منجم زبردستی بود و کلیه اعمال و اقدامات خود را همچون سایر بزرگان مشرق زمین آن روزگار به پیرو از تجویز ستارگان انجام می‌داد. مثلاً پس از به قدرت رسیدن در «یک ساعت سعد» که وی خود طبق کلیه اصول علم ستاره‌شناسی محاسبه کرده بود به کاخ سلطنتی وارد شد و بلافاصله دستور داد از نظر ساختمان تغییراتی در آن بدهند.
۱۹ روز پیش از مرگ وی در ۲۴ شعبان ۹۸۵ هجری قمری، ستاره دنباله‌داری از جهت غرب ظاهر گردید. شاه اسماعیل دوم که همانند دیگر شاهان صفوی به سعد بودن ساعت برای انجام کار و تأثیر ستارگان بر سرنوشت آدمی اعتقاد زیادی داشت و به علاوه خود را در نجوم صاحب‌نظر می‌دانست ظهور ستاره دنباله‌دار را که به گمان او نشانه مرگ زودرس پادشاهی بود، به فال بد گرفت و نگران زندگی خود گردید.
شاعری
شاه اسماعیل دوم شاعر خوش قریحه‌ای بود و شعر را به نیکویی می‌سرود. وی در شعرهایش خود را «عادلی» تخلص می‌کرد. شاه اسماعیل دوم شعرهای زیادی سروده‌است که نمونه‌هایی از اشعار وی در زیر آمده‌است:
| دوران ما را ز وصل شادان نکند |  | جز تربیت رقیب نادان نکند   |
| هرگز نرساند دل ما را به مراد |  | کاری به مراد نامرادان نکند |

| شادم به خدنگ تو که ناوک فکنان را    |  | سوی هدف خویش نهانی نظری هست      |
| چون غنچه چه دانی که تو در خلوت نازی |  | کز بهر تو چون باد صبا دربدری هست |
| از خنده پنهانی لعل تو توان یافت     |  | کز حال دل گمشده او را هست        |
| گفتی که مرا هست بسی چون تو گرفتار   |  | بنما به گرفتاری من گر دگری هست   |

معماری
شاه اسماعیل دوم به معماری و طراحی ساختمان‌ها علاقه‌مند بود و در آن‌ها مهارت داشت. وی در کاخ‌های حسین‌قلی خلفای روملو و پریخان خانم که پیش از رفتن به دولتخانه در آن‌ها سکنی گزیده بود، تغییرات زیادی داد. شاه اسماعیل دوم عمارتی به نام خانه دنیا بنا نهاده بود. وی بسیاری از عمارت‌های دولتخانه را که در زمان شاه تهماسب یکم ساخته شده بود، ویران کرد یا تغییرات اساسی در آن‌ها ایجاد کرد. شاه اسماعیل دوم در مدت کوتاه سلطنت خود بناهای بسیاری ساخت و با ذوق و سلیقه‌ای که در معماری داشت اگر مدت پادشاهی او طولانی می‌گردید شاید بناهای زیادی چون شاه عباس یکم از خود به یادگار می‌گذاشت.
نوازندگی
شاه تهماسب یکم به دلایل اعتقادات مذهبی نواختن ساز را ممنوع کرده بود و با موسیقی میانه خوبی نداشت. پس از به سلطنت رسیدن شاه اسماعیل دوم و با توجه به علاقه وی به این هنر، نوازندگان فضای آزادتری احساس کردند و به دعوت شاه به دربار آمدند. به عنوان مثال نوازندگانی مثل میرزا محمد کمانچه نوازنده عود و خوانندگانی همچون حافظ احمد قزوینی و حافظ جلاجل باخرزی را می‌توان نام برد.
سایر هنرها
شاه اسماعیل دوم خط خوبی داشت و نستعلیق را خوب می‌نوشت. وی همچنین در نویسندگی دارای ذوق نیکویی بود. شاه اسماعیل دوم در نقاشی، طراحی، نقش‌بندی و طراحی ساختمان و عمارت‌ها سلیقه بسیار خوبی داشت.

## مذهب
شاه اسماعیل دوم با وجود انجام منکرات، فردی مذهبی و پیرو مذهب شیعه بود. وی در جوانی در محضر میر زین‌العابدین اجل استرآبادی از عالمان شیعه قواعد و اصول مذهب شیعه را آموخته بود. احمد قمی در خلاصةالتواریخ می‌نویسد: «آن حضرت [شاه اسماعیل دوم] در امامت جمعه و جماعات و احکام صیام و صلوة و استدامت امر به معروف و نهی از منکرات و رفع بدع و مناهی ید بیضا نمود.»
شاه اسماعیل دوم چون یک پادشاه بود و حفظ قدرت و حکومت برایش از مهم‌ترین امور محسوب می‌شد، در سرآغاز سلطنتش برای کوتاه کردن دست علمای پرقدرت تشیع در آن مقطع زمانی، آنان را تحقیر، زندانی یا تبعید کرد. از آنجا که مذهب تشیع در آن هنگام کیش رسمی و عرفی جامعه بود و در میان قزلباشان و عامه مردم محبوبیت داشت، شاه اسماعیل دوم قادر نبود بیش از پیش بر سیاست تساهل و مسامح خود با سنیان پافشاری کند لذا با یک تاکتیک سیاسی تغییر خط مشی داد و کوشید اعتقاد خود به مذهب تشیع را آشکار دارد.
شاه اسماعیل دوم با غلو کردن در مورد مقدسات شیعه و تبرا جستن از خلفای ثلاثه و عایشه، موافق نبود. وی معتقد به اعتدال سیاست مذهبی و تساهل و تسامح با سنیان بود. شاه اسماعیل دوم در هنگامی که در حبس بود توانست بیشتر تفکر کند و پی به عواقب کینه‌وزی تشیع و تسنن که در آن دوره همراه با لعنت فرستادن به خلفای ثلاثه بود گردید. وی در زندان زیاد مطالعه می‌کرد. اسماعیل میرزا در زندان مطالبی خواند که بی‌شک اکثر آن‌ها در مورد اساس و احکام تشیع بود که او را در فهم غلطِ لعن به صحابه پیامبر اسلام یاری کرد.
والتر هینتس ایرانشناس برجسته آلمانی می‌گوید «تردید در این اظهار نظر روا نیست که اسماعیل از همان ابتدای امر، یعنی اندکی پس از جلوس بر تخت پادشاهی آشکارا به مذهب اهل سنت گرویده بوده‌است.» او برای تأیید نظر خود از برخی از نویسندگان ایتالیایی کمک می‌گیرد. به نوشته او مینادولی با نقل از منابع عثمانی می‌نویسد که شاه اسماعیل دوم در قلعه قهقهه به مذهب تسنن معتقد شده بود. تئودورو بالبی و جیووانی اعلام می‌دارند شاه اسماعیل دوم در اواخر ۱۵۷۷ میلادی دستوری مهیا کرده بود که به موجب آن مذهب تسنن می‌بایست مذهب رسمی کشور می‌گردید.
عباس اقبال آشتیانی در کتاب تاریخ مفصل ایران یادآور می‌گردد چون اسماعیل میرزا در دوران جوانی در هرات به دست آموزگاری سنی مذهب تربیت یافته بود مصمم شد که مذهب شیعه را براندازد و خطبه و سکه را به نام خلفای راشدین (ابوبکر، عمر، عثمان و علی) جاری سازد. اسماعیل حقی اوزون چارشلی مورخ ترک در کتاب تاریخ عثمانی می‌نویسد که شاه اسماعیل دوم پس از به دست گرفتن زمام سلطنت و حکومت اعلام کرد که پیرو طریقت اهل سنت است.
حسن روملو در کتاب احسن‌التواریخ خود هیچ گونه اشاره‌ای در مورد علاقه شاه اسماعیل دوم به مذهب تسنن و اقدام‌هایی که او در این باب کرده ننموده‌است. شاید این به خاطر این بوده که او به پیروی از طایفه روملو از هواخواهان سلطنت وی بوده و قصد نداشته‌است شاه اسماعیل دوم را برگشته از مذهب تشیع معرفی کند. احمد قمی نیز در کتاب خود خلاصةالتواریخ اشاره‌ای به سنی بودن شاه اسماعیل دوم نمی‌کند ولی دربارهٔ قدغن کردن لعن به شخصیت‌های مورد تقدس اهل سنت چیزهایی نوشته‌است.
اسکندربیک ترکمان در کتاب تاریخ عالم آرای عباسی اشاره مستقیمی مبنی بر سنی بودن شاه اسماعیل دوم نمی‌کند اما تصریح می‌کند که شاه عالمان مذهبی را به «شیادی و سالوس» متهم ساخته و آنان در زمان او «خفیف و خوار» گشتند. اسکندربیک ترکمان در خصوص مذهب شاه در اینجا تأیید می‌کند که شاه در نتیجه آن فعالیت‌ها، کاری کرد که مردم و قزلباشان گمان به سنی بودن او بردند.
شاه اسماعیل دوم هیچ‌گاه آشکارا به مذهب تسنن ابراز عقیده نمی‌نمود و مقاصد خویش را با تدبیر و سیاست و با تهدید و تطمیع و بهانه جویی انجام می‌داد.

## مرگ
مرگ شاه اسماعیل دوم بی‌مقدمه بیماری و ناگهانی روی داد. مرگ شاه اسماعیل دوم مرموز و شگفت بود. برخی نوشته‌اند ۱۲ مرد به لباس زنانه به اتاق خواب او رفتند و به تحریک خواهر شاه پریخان خانم، او را خفه کردند. برخی مرگ او را به بیماری قولنج ذکر کرده‌اند و عده‌ای مرگ او را خوردن تریاک یا فلونیای زیاد در منزل حسن‌بیگ حلواچی اوغلی نوشته‌اند. برخی دیگر هم در آن عصر مرگ شاه اسماعیل دوم را باور نداشتند و می‌گفتند وی کشته نشده‌است.
خشونت اسماعیل، گرایش وی به تسنن، طرد پریخان خانم دختر قدرت‌طلب و بانفوذ شاه تهماسب و تهدید امرای قزلباش نهایتاً منجر به کشته شدن او شد. کشندگان شاه اسماعیل با همکاری کنیزان حرم و پریخان خانم افیون مصرفی شاه را مسموم کردند و محافظان روز بعد شاه را نیمه‌مرده همراه با رفیقش حسن بیک حلواچی از اتاق او در دولتخانه بیرون آوردند. شاه ساعتی بعد مرد اما حسن بیک زنده ماند.
میرزا سلمان جابری اصفهانی و امرای قزلباش مانع تحقیق در مورد دلیل مرگ اسماعیل شدند، که مؤید احتمال دست داشتن آن‌ها در قتل وی یا رضایت از آن بوده‌است. به این صورت دورهٔ خونبار حکومت وی به پایان رسید و امرای قزلباش برادر وی محمد خدابنده را از شیراز به قزوین آورده و بر تخت نشاندند.
پی‌گیری نشدن علت مرگ شاه توسط مقامات رسمی و امرا موجب ابهام در مورد قتل وی از نظر مردم شد به همین دلیل پس از مرگ وی در سال‌های بعد چهار نفر به‌دروغ خود را شاه اسماعیل خوانده و در پی به‌دست گرفتن قدرت برآمدند. مهم‌ترین آن‌ها شخصی بود که در میان قبایل لر طرفداران زیادی پیدا کرد و توانست مدتی در آن نواحی در مقابل قزلباش‌ها مقاومت کند. سرکوب وی به‌سختی انجام شد. نکتهٔ جالب در مورد فرد اخیر این است که برای شبیه شدن به شاه اسماعیل تمام دندان‌هایش را به‌جز دو دندان جلو کشیده بود.
شرف‌خان بدلیسی که به سلطان مراد سوم پناهنده شده بود در کتاب خود شرفنامه بدلیسی یکی از دلایل مرگ شاه اسماعیل دوم را منع کردن لعن برمی‌شمرد. او که سال‌های طولانی با قزلباشان در ارتباط بوده‌است می‌نویسد «چون قزلباشان در وادی رفض متصلب بودند از این ممر از او متنفر گشته و وی را به قتل رساندند.»
شاه اسماعیل دوم در شب یکشنبه ۲۵ نوامبر ۱۵۷۷ میلادی به همراه حسن بیک حلواچی و با تعداد اندکی از افراد مورد اعتماد به قصد گردش در کوچه‌ها و محلات قزوین از دولتخانه بیرون آمد و تا دیر وقت به گردش پرداخت. او از حلوافروشی مقداری حلوا خرید و خورد و سپس هنگام سحر با حسن‌بیک حلواچی به منزل او واقع در اول دفترخانه همایون رفت، درها از درون بست و کنار او به خواب رفت. چون نزدیک ظهر شد و شاه اسماعیل دوم از اتاق خارج نشد، میرزا سلمان جابری اصفهانی وزیر از حکیم ابوالفتح تبریزی که از نزدیکان شاه بود خواست که از پشت درب جویای حال شاه شود. حسن‌بیک حلواچی پاسخ داد که شاه قادر به حرکت نیست و در را از پشت بشکستند و داخل شدند. همه شاه را بی حرکت دیدند که هنوز رمقی داشت و بعد آخرین لحظات زندگی شاه اسماعیل دوم سپری شد.
آنچه از توطئه قتل شاه اسماعیل دوم آشکار است نابودی وی به وسیله امرای قزلباشان مخالف وی بوده‌است.
اقدامات نامعقول و نسنجیده شاه اسماعیل دوم و همچنین طرز رفتار وی با قزلباشان و مخالفان خود باعث گردید عده‌ای از سرداران قزلباش توطئه‌ای ترتیب داده و وی را که ۴۳ سال داشت، در ۲۴ نوامبر ۱۵۷۷ مسموم کردند.

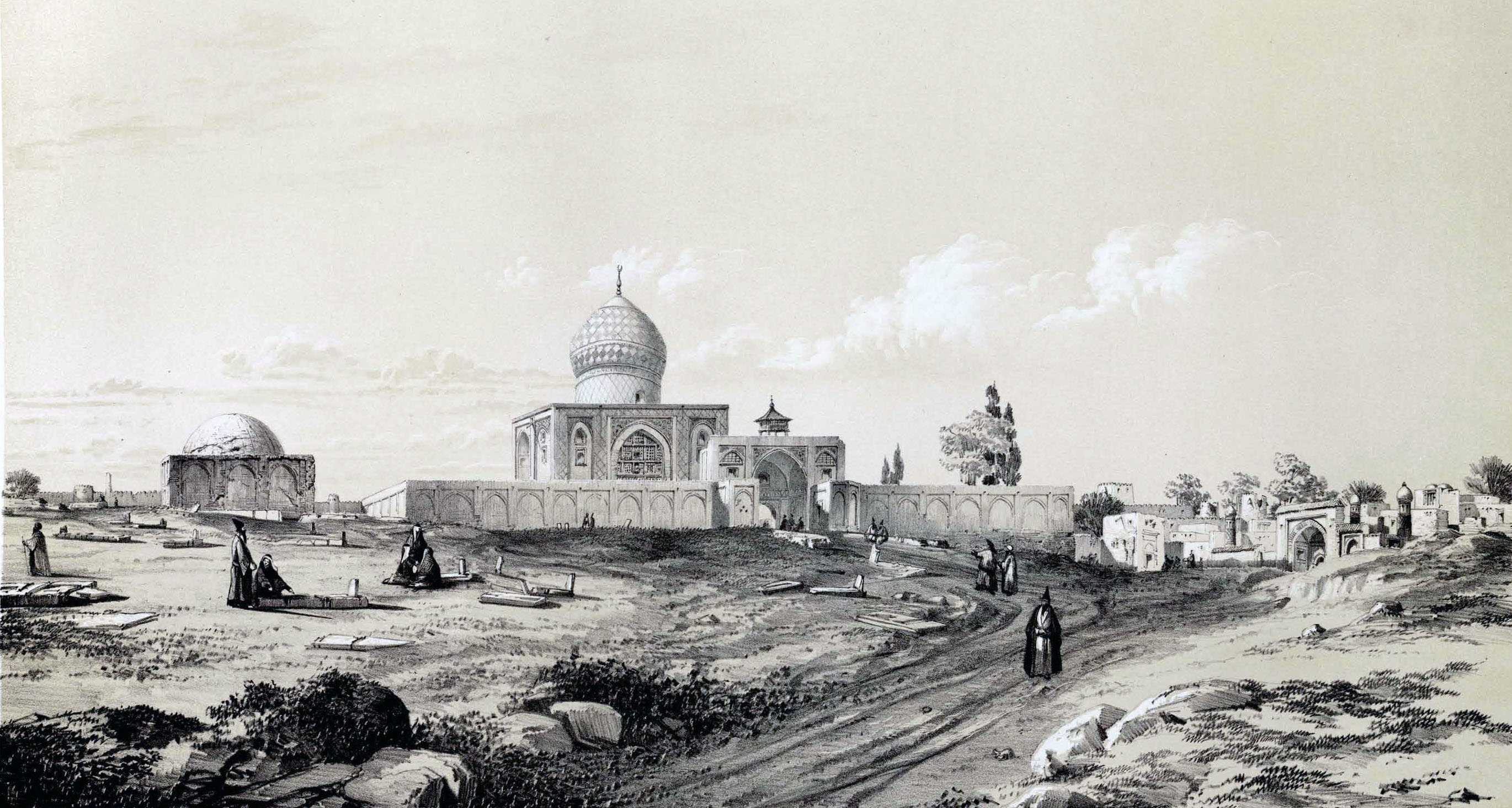
شاه اسماعیل دوم را در شاهزاده حسین دفن می‌کنند.

محل دفن او نامشخص است. به قولی شاه اسماعیل دوم را یک روز پس از مرگ در امام‌زاده شاه‌زاده حسین قزوین گورسپاری کردند و بعد از مدتی نامعلوم وی را در مشهد به خاک سپردند.

## جانشین
شاه اسماعیل دوم پیش از مرگ دستور داده بود تا عباس میرزا (بعداً شاه عباس یکم) را در هرات به قتل برسانند. علیقلی‌خان شاملو امیرالامرای جدید خراسان از شاه اسماعیل دوم دستور داشت تا به محض رسیدن به هرات عباس میرزا را بکشد. علیقلی‌خان شاملو بر اثر پافشاری مادرش خانی‌خان خانم که لله عباس میرزا بود تا چند روز از کشتن وی خودداری کرد که اتفاقاً در خلال این وقفه، شاه اسماعیل دوم به قتل رسید و عباس میرزا از فرمان قتل نجات پیدا کرد.
پس از کشته شدن شاه اسماعیل دوم چون از فرزندان او کسی لایق پادشاهی نبود، سرداران قزلباش محمد میرزای نابینا فرزند شاه تهماسب یکم را که در شیراز بود به قزوین آورده و در ۱۴ فوریه ۱۵۷۸ به نام شاه محمد خدابنده بر تخت سلطنت رساندند.

## شاه اسماعیل‌های دروغین
پی‌گیری نشدن و ناگهانی بودن مرگ شاه توسط مقامات رسمی و امرا موجب ابهام در مورد قتل وی از نظر مردم شد به همین دلیل پس از مرگ وی در سال‌های بعد چهار نفر به به دروغ خود را شاه اسماعیل خوانده و در پی به دست گرفتن قدرت برآمدند. مرگ شاه اسماعیل دوم به برخی از فرصت طلبان قدرت دوست که از لحاظ چهره و اندام به او شبیه بودند امکان داد که خود را شاه اسماعیل دوم معرفی کنند و طرفدارانی را به گرد خود جمع نمایند. ظهور افراد متعدد به عنوان شاه اسماعیل دوم و جمع شدن گروه‌های زیاد پیرامون آنان گواه محبوبیتی است که وی در مدت کوتاه پادشاهی خود توانسته بود در میان مردم به دست آورد. تا چهار پنج سال پس از تاجگذاری شاه محمد خدابنده نیز زمزمه و گفتگو دربارهٔ شاه اسماعیل دوم بر سر زبان‌ها بود.

## نظرات
ایرانی
- محمود بن هدایت‌اله افوشته‌ای نطنزی: شاه اسماعیل دوم به حدی انصاف و عدالت را دربارهٔ مردم رعایت می‌کرد که رقم فسخ بر آیت عدالت انوشیروان عادل کشیده بود.[۳۲۵]
- محمداحمد پناهی سمنانی: اسماعیل دوم در مجموع، عنصری که از جوانی سخت بی‌عاطفه و خون‌ریز و شرور و سرکش و تندخوی و خودخواه بود، معرفی شده‌است.[۳۲۶]
- احمد منشی قمی: وی در خصوص عدالت شاه اسماعیل دوم می‌گوید: «شاه اسماعیل دوم در عدالت و رعیت‌پروری و سخا و کرم‌گستری عدیل خود نداشت. در ایام سلطنت او باز در هواداری از کبوتر در پرواز آمد و از ترس سیادت او شیر بسان جغد از معموره عالم روی به خرابه‌ها نهاد.[۳۲۷][۳۲۸] در زمان شاه اسماعیل دوم رعایا از ظلمات به سرچشمه حیات خضروار رسیدند و خلایق در کنف امان وامان آرمیدند.»[۳۲۹] همچنین احمد قمی دربارهٔ اتفاقات پس از مرگ شاه اسماعیل دوم می‌نویسد: «چون همگان از سلطنت شاه اسماعیل دوم راضی نبودند بعد از گذشتن او، در دارالسلطنه قزوین و سایر بلاد و امصار فتنه و حادثه‌ای روی ننمود و مردم همه خوشحال و فارغ بال متردد بودند.»[۳۳۰]
- ملا جلال‌الدین محمد منجم یزدی: وی در تاریخ عباسی می‌نویسد که پس از مرگ شاه اسماعیل دوم «در میان ترک و تاجیک شادی به هم رسید که مافوق آن متصور نبود.»[۳۳۱]
- صادقی‌بیک افشار: شاه اسماعیل دوم با مردم رفتار نیکو داشت و با وجود مهابت ظاهری در باطن بسیار ملایم و خوش خوی بود.[۳۳۲]
- اروج‌بیک بیات: او در عین حال که خود را پیرو مذهب شیعه نشان می‌داد می‌خواست اعلام دارد که برای خلیفه‌های سنت و جماعت یعنی ابوبکر و عمر و عثمان احترام قائل است. این نظر را اگر قبل از رسیدن به سلطنت اظهار می‌داشت به دست ایرانیان مثله و قطعه قطعه می‌شد.[۳۳۳]
- احمد کسروی: اگر زود کشته نمی‌شد و به اندازه دیگران پادشاهی می‌کرد شاید معروفترین پادشاه صفوی می‌گردید و یادگارهای بسیاری از خود بر جای می‌گذاشت، اگر چه او مرد خونخواری بود و در اینباره پای کم از نیای همنام خود نداشت، ولی همچون دیگر شاهان صفوی پایبند بدعت‌های دینی نبود و بلکه کوشش می‌کرد که زشت کاری‌هایی که نیا و پدرش رواج داده بودند از میان بردارد و این بود که میان مردم و سنی‌گری شهرت یافت.[۳۳۴]

شاه اسماعیل دوم بیشتر شب‌ها در لباس مبدل، به صورت درویش یا گدا و امثال آن، از دولتخانه به کوچه و بازار و مساجد و مراکز اجتماعات مردم می‌رفت و ساعت‌ها با طبقات مختلف می‌نشست تا از عقاید و رفتار و افکار عامه نسبت به خود با خبر گردد. رفتارش با سرداران قزلباش و بزرگان کشور به قدری سخت و خشونت‌آمیز و آمیخته با بدگمانی بود که از بیم او در خلوت و مجالس انس نیز از امور مملکتی سخن نمی‌گفتند و هر گاه که به مجلس شاهی احضار می‌شدند دست از جان می‌شستند و همیشه پهلوی دست خود تیر و کمانی آماده داشت و هر کس را که می‌خواست بیدرنگ به تیر می‌زد. نصراله فلسفی مورخ

- عباس اقبال آشتیانی: شاه اسماعیل دوم فردی سفیه، خونخوار و عیاش بود.[۳۳۶]
- اسکندر بیگ ترکمان (مورخ ایرانی دوره صفوی): اسماعیل سخت مورد عنایات و توجهات مخصوص پدرش شاه تهماسب بود و بنابراین این شگفت به نظر نمی‌آید که در اثر سبکسری جوانی و غرور گاهی از حد مجاز و مقرر پای فراتر گذارده باشد. اسماعیل میرزا از مراحم شاهانه سپاس‌گزار نبود و به بسیاری از کارها دست می‌زد که شاه را خوش نمی‌آمد.[۳۳۷] وی به قساوت قلب موصوف بود.[۳۳۸] اسکندر بیگ ترکمان در کتاب عالم آرای عباسی در خصوص مرگ شاه می‌نویسد: «چون اکثر مردم به جهت اعمال اسماعیل میرزا آزرده بودند زیاده پریشانی به خاطرها راه نیافت.»[۳۳۹]
- محمدابراهیم باستانی پاریزی: دوران کوتاه زمامداری شاه اسماعیل دوم در تاریخ ایران به درستی شناخته و معرفی نشده، اما از اقداماتی که به عمل آمده‌است می‌توان تا اندازه‌ای به نحوه اندیشه و تفکر این پادشاه و وضعیت اجتماعی آن روز آگاه شد.[۳۴۰]
- منوچهر پارسادوست: اسماعیل میرزا در تمام نبردهایی که با سپاهیان مجهز عثمانی آن هم در سال‌های جوانی به عمل آورد پیروز شد. پیروزی‌های او چنان درخشان و غرورآفرین بود که قزلباشان تا سال‌های دور از آن‌ها یاد می‌کردند. اسماعیل میرزا با شجاعت‌ها و بی‌باکی‌هایش، تجسم زنده دلاوری‌های جدش شاه اسماعیل اول در نزد قزلباشان بود، شخصیتی که قزلباشان همواره از او یاد می‌کردند و او را ستایش می‌نمودند.[۳۴۱] اسماعیل میرزا در جنگ‌های قارص، ارزنجان و بایبورد دلاوری‌ها کرد.[۳۴۲] شاه اسماعیل دوم ساخته‌های دیگران را در هم کوبید و به کشتار بی‌رحمانه بی‌گناهان پرداخت.[۳۴۳] منوچهر پارسادوست کتابی دربارهٔ زندگی‌نامه شاه اسماعیل دوم تألیف کرده‌است، وی در عنوان کتاب، شاه اسماعیل دوم را شجاع تباه شده توصیف می‌کند.[۳۴۴] وی پادشاهی بی‌رحم بود ولی بی‌رحمی او متوجه شاهزادگان، سران قزلباش، بزرگان درباری یا صوفیان طریقت صفوی بود. عامل مهم برانگیختن خشم او، وحشت او از به مخاطره افتادن قدرتش بود. عامه مردم به ویژه روستاییان و پیشه‌وران که در تلاش روزی خود بودند و به قدرت او کاری نداشتند مورد خشم او قرار نگرفتند.[۳۴۵]

خارجی
- فاروق سومر (مورخ ترک): وی با ذکر رویدادهای شاه اسماعیل‌های دروغین می‌نویسد: «محبوبیت بیش از حد اسماعیل در بین مردم جای تعجب است.»[۳۴۶] «تنها خصوصیتی که می‌توان به شاه اسماعیل دوم نسبت داد، شیوه اعتدالی او در تشیع و مسامحه در عقاید مذهب سنی‌گری بود. اسماعیل خواهان هر دو مذهب در یکجا بود.»[۳۴۷] فاروق سومر در جایی دیگر ذکر می‌کند که شاه اسماعیل دوم مردی بسیار جنگجو و جسور بود.[۳۴۸]
- ایلیا پائولوویچ پطروشفسکی: شاه اسماعیل دوم سلطانی بی‌رحم و بی‌استعداد بود.[۳۴۹]
- وینچنزو دلی الساندری[لاتین ۴] سفیر ونیز در ایران می‌گوید او مردی است قوی اندام و جسور و سخت دلیر و جنگ دوست. وی در بسیاری از نبردها که میان عثمانی و ایران درگرفته‌است، شهامت خود را به اثبات رسانده‌است.[۳۵۰]
- اوژیه دو بوسبک[لاتین ۵] سفیر اتریش در دربار عثمانی می‌نویسد در میان فرزندان شاه تهماسب، از همه برازنده تر اسماعیل است. همنام نیایش شاه اسماعیل که از لحاظ سرشت و ویژگی‌های اخلاقی شباهت زیادی نیز به وی دارد. این شاهزاده خوش سیما را با نسل عثمانیان دشمنی خونین است. مشهور است چون به دنیا آمد دستش را پر خون یافتند و به همین سبب از هنگام زادنش همه مدعی بودند که جوان دلیر و جنگاوری خواهد شد. در آغاز جوانی به واسطه پیروزی درخشانش بر سپاهیان عثمانی درستی این پیشگویی بر همه آشکار گردید اما چون مخالفت‌های پدرش با سلطان سلیمان به صلح انجامید هر دو موافقت کردند که اسماعیل را به زندان افکنند تا خار راه پیمان صلح نباشد.[۳۵۱]
- هانس روبرت رومر[لاتین ۶] (پژوهشگر تاریخ اسلام): در مدت ۱۸ ماه زمامداری او حکومت وحشت که در سنت شرقی نیز غیرمعمول بود، استقرار داشت.[۳۵۲]
- والتر هینتس[لاتین ۷] (ایرانشناس آلمانی): رویدادهای دوران پادشاهی شاه اسماعیل دوم مملو از جنبش و حرکت بود. با وجود اینکه اتفاقات و حوادث آن دوران هنوز نیز قابل لمس و درک است باز در دنیای تاریخ، اندیشه‌های نادرستی در آن باره وجود دارد. شاه اسماعیل دوم اهمیتی قاطع و نامبارک برای دولت صفوی که پدربزرگش شاه اسماعیل اول آن را تأسیس و پدرش شاه تهماسب یکم الزاماً حفظ و حراست کرده، داشته‌است.[۳۵۳] وی پادشاهی ستمکار و سفاک بود.[۳۵۴] شخصیت وی جنبه معمایی دارد، ما حتی گاهی از ظواهر امر هم بی‌اطلاع هستیم. شبحِ خون‌آلود این شاه بر اوراق تاریخ ایران سایه افکنده‌است. مورخان با وحشت و نفرت کارها یا بهتر بگوییم بدکاری‌های او را از مدنظر می‌گذرانند. زندگی شاه اسماعیل دوم از برخی جهات، مثل به قدرت رسیدن در یک سال و همچنین هم سن و سال بودن، شبیه ایوان چهارم روسیه (ایوان خوفناک) است.[۳۵۵] پس از موفقیت‌های اسماعیل میرزا در چندین جنگ با عثمانی‌ها، وی در دیده معاصران خود به چنان پیروزی بزرگی دست یافته بود که سراسر زندگی، از نامداری و افتخار آن برخوردار شد به‌طوری‌که عثمانی‌ها وی را دلی اسماعیل (اسماعیل دیوانه) نامیدند.[۳۵۶][۳۵۷] از نظر قزلباش‌ها، وی فرماندهی بلامنازع یا قهرمانی ملی تلقی می‌شد. پس از بیست سال روایت شاهکارها و دلاوری‌های اسماعیل در نبردها همچنان نقل مجالس بود. خوی جنگاوری و ستیزه‌جویی شاهزاده اصولاً جلوس وی را بر تخت سلطنت ممکن ساخت، اما نفوذ بسیار و روزافزون وی بر نیروهای مسلح، عواقب دیگری هم دربرداشت که برای وی آثاری نامبارک و نحس به جای گذاشت.[۳۵۸] جنگاوری شاه اسماعیل دوم باعث پایداری و متزلزل نبودن اوضاع کشور در دوران حکومت وی بود.[۳۵۹] در دوران شاه اسماعیل دوم وحشت و هراس مملکت را فرا گرفته بود و او تنها با جاری کردن جوی خون توانسته بود پایه‌های خودکامگی بی‌حد و حصر خویش را استوار سازد.[۳۶۰]
- ادوارد براون[لاتین ۸] (مورخ و خاورشناس بریتانیایی): دوران حکومت شاه اسماعیل دوم کوتاه ولی خون‌آلود بود.[۳۶۱][۳۶۲] ادوارد براون در کتاب تاریخ ادبیات ایران، شاه اسماعیل دوم را پس از کشتار شاهزادگان، اسماعیل خونخوار می‌نامد.[۳۶۳]
- پائول هرن[لاتین ۹] (تاریخ‌نویس آلمانی): شاه اسماعیل دوم کلاً فرد ناشایستی بود.[۳۶۴][۳۶۵]
- اسماعیل حقی (مورخ ترک): شاه اسماعیل دوم شجاع و جنگجو بود.[۳۶۶]

## تاریخ‌ها به هجری قمری
1. ↑  ۲۷ جمادی‌الاول ۹۸۴
2. ↑  ۱۳۱۴
3. ↑  ۹۸۰
4. ↑  ۹۴۰
5. ↑  ۹۴۱
6. ↑  ۱۸ ذیحجه ۹۴۳
7. ↑  ۹۵۴
8. ↑  ۹۵۵
9. ↑  ۲۱ رجب ۹۵۵
10. ↑  ۹۵۶
11. ↑  ۹۵۹
12. ↑  ۹۶۰
13. ↑  ۹۶۱
14. ↑  ۹۳۸
15. ↑  ۹۶۲
16. ↑  ۲۲ جمادی‌الاول ۹۶۳
17. ↑  ۹۴۲
18. ↑  ۹۶۴
19. ↑  رجب ۹۶۴
20. ↑  ۲۲ صفر ۹۸۴
21. ↑  ۱۸ صفر ۹۸۴
22. ↑  ۹۷۹
23. ↑  ۱۵ صفر ۹۸۴
24. ↑  ۲۲ صفر ۹۸۴
25. ↑  ۲۴ صفر ۹۸۴
26. ↑  ۲۵ صفر ۹۸۴
27. ↑  ۲۴ صفر ۹۸۴
28. ↑  ۲۳ ربیع‌الاول ۹۸۴
29. ↑  ۲۷ جمادی‌الاول ۹۸۴
30. ↑  ۹۸۴ تا ۹۸۵
31. ↑  ۹۸۴ برابر با ۱۵۷۶ میلادی
32. ↑  ۵ رجب ۹۸۵
33. ↑  اوایل ربیع‌الاول ۹۸۵
34. ↑  ۹۸۵
35. ↑  ۱۳ رمضان ۹۸۵

## معنی واژه‌ها
1. ↑  رسیدگی دقیق
2. ↑  مردم، خلق
3. ↑  بنویسد
4. ↑  سالاری و مهتری
5. ↑  انعام و عطیه و عوض خدمت

## نام‌ها به لاتین
1. ↑  Minadoli
2. ↑  Teodoro Balbi
3. ↑  Micheli Giovanni
4. ↑  Vincenzo degli Alessandri
5. ↑  Eugier de Busbecquce
6. ↑  Hans Robert Roemer
7. ↑  Walther Hinz
8. ↑  Edward Granville Browne
9. ↑  Paul Horn